# Bergen op Zoom
Bergen op Zoom (uitspraakⓘ; Bergs: Bèrrege, Frans: Berg-op-Zoom, Zeeuws: Berrehe op Zoôm, in Vlaanderen gespeld als Bergen-op-Zoom) is een stad in de Nederlandse provincie Noord-Brabant en de hoofdplaats van de gemeente Bergen op Zoom. 

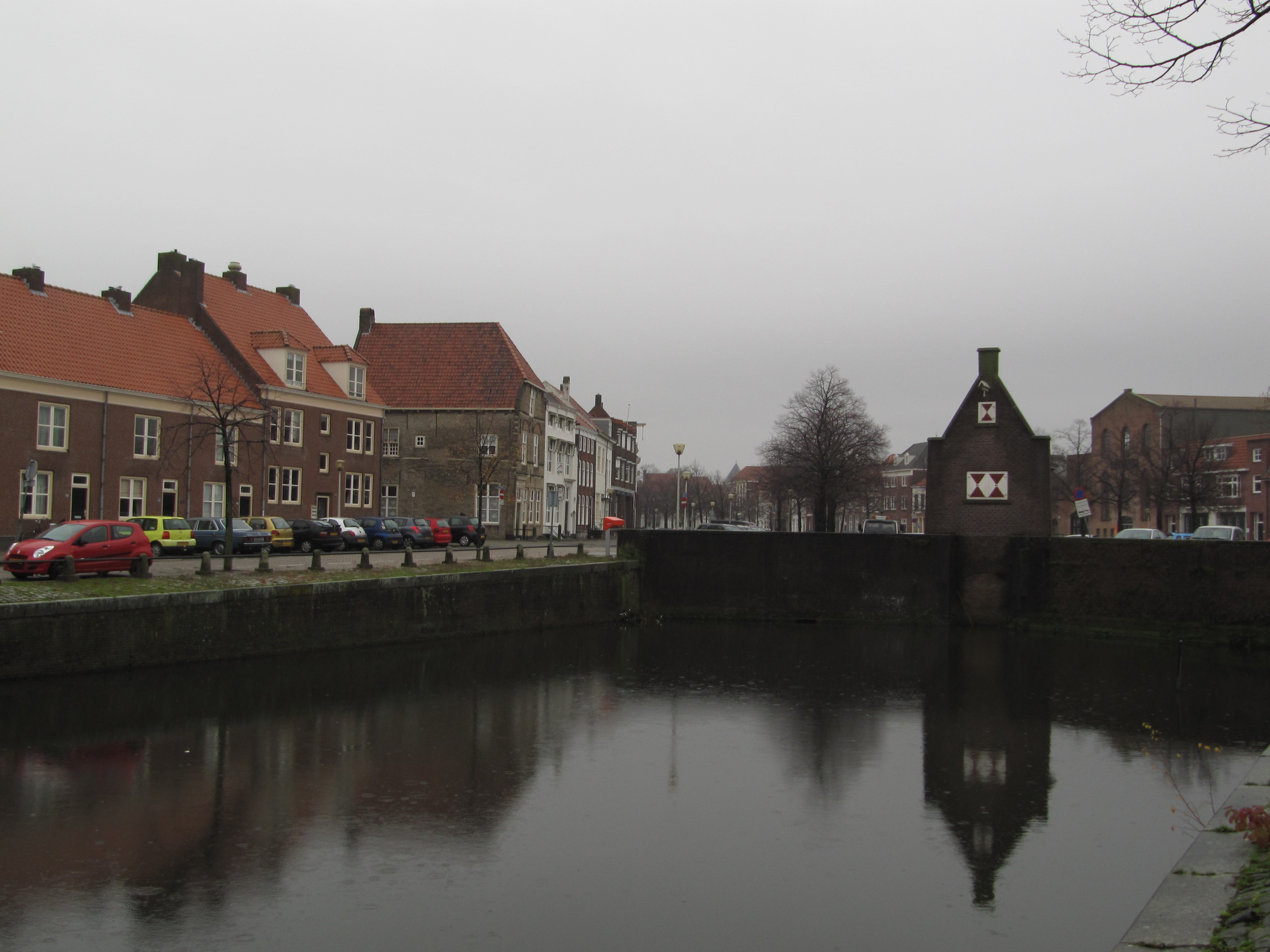
De haven van Bergen op Zoom.

Deze gemeente telt 70.000 inwoners op 25 juli 2024 en is daarmee in grootte de negende gemeente van Noord-Brabant en de 55ste gemeente van Nederland.

## Toponymie
De naam Bergen op Zoom kent een aantal verklaringen, waaronder die van bergen als haven of verwijzend naar de hoogteverschillen door de ligging op de Brabantse Wal, en het woord Zoom als de rand van de Brabantse Wal, dan wel afkomstig van het woord soma, dat moeras betekent. Met het - later gegraven - vaartje De Zoom heeft de naam niets te maken.
Op schrift wordt de naam soms informeel afgekort tot BoZ.

## Ligging

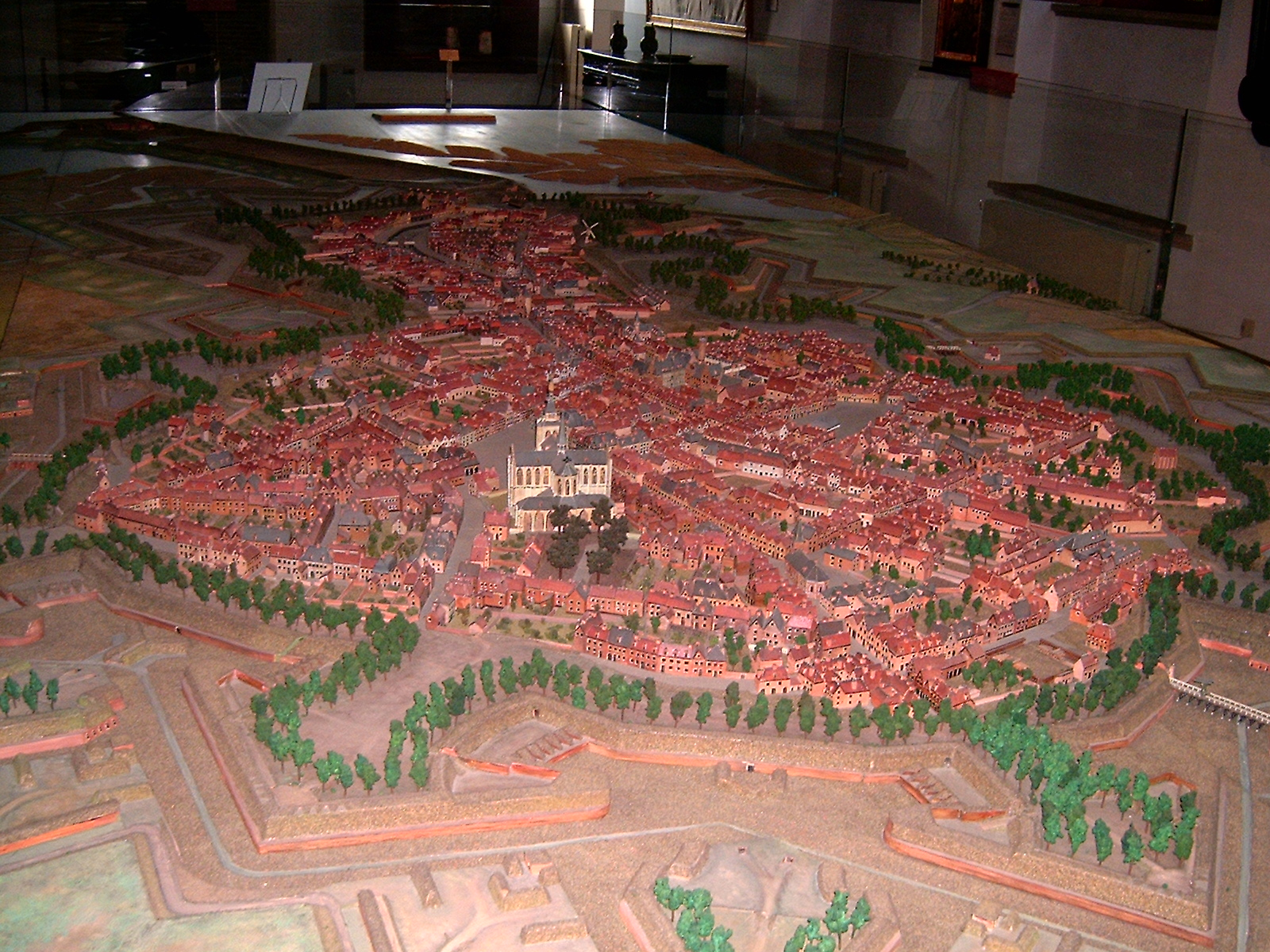
Maquette van Bergen op Zoom in 1774 in de Markiezenhof

De stad Bergen op Zoom ligt in het uiterste westen van Noord-Brabant, tegen de oostelijke rand van de provincie Zeeland. De stad is gelegen op en naast de Brabantse Wal. Aldus ligt het naast de overgang tussen twee verschillende landschappen. Naar het westen toe is er een polderlandschap en de Oosterschelde, naar het oosten toe is er een zandrug waarop een reeks van landgoederen en natuurgebieden liggen. Verder loopt de Zoom ten noorden van de binnenstad en bereikt even later in de Theodorushaven het open water.
Ten westen van Bergen op Zoom vindt men natuurgebieden als het Markiezaatsmeer, de Molenplaat en de Prinsesseplaat, alsmede het open water van de Binnenschelde. De aanleg van Markiezaatskade en Oesterdam heeft ervoor gezorgd dat het water is verzoet en dat ook de getijdenwerking is verdwenen. Ten noorden ligt het dorp Halsteren met Lepelstraat dat sinds 1997 onder de gemeente Bergen op Zoom valt. Aan de noordwestrand van het dorp Halsteren ligt de Auvergnepolder met het Lange Water, een kreekrestant. Aan de overkant van het Schelde-Rijnkanaal , ten westen van Halsteren en Lepelstraat, bevindt zich het Zeeuwse eiland Tholen.
Naar het zuiden toe vindt men de Augustapolder en, op het grondgebied van de gemeente Woensdrecht, landgoed Mattemburgh. Ten oosten van de stad en de rijksweg 58 zijn er de landgoederen en natuurgebieden Groot Molenbeek, Zurenhoek en omgeving, Molenzicht, Lievensberg, Zoomland en Buitenlust.

## Geschiedenis

### Ontstaan en ontwikkeling

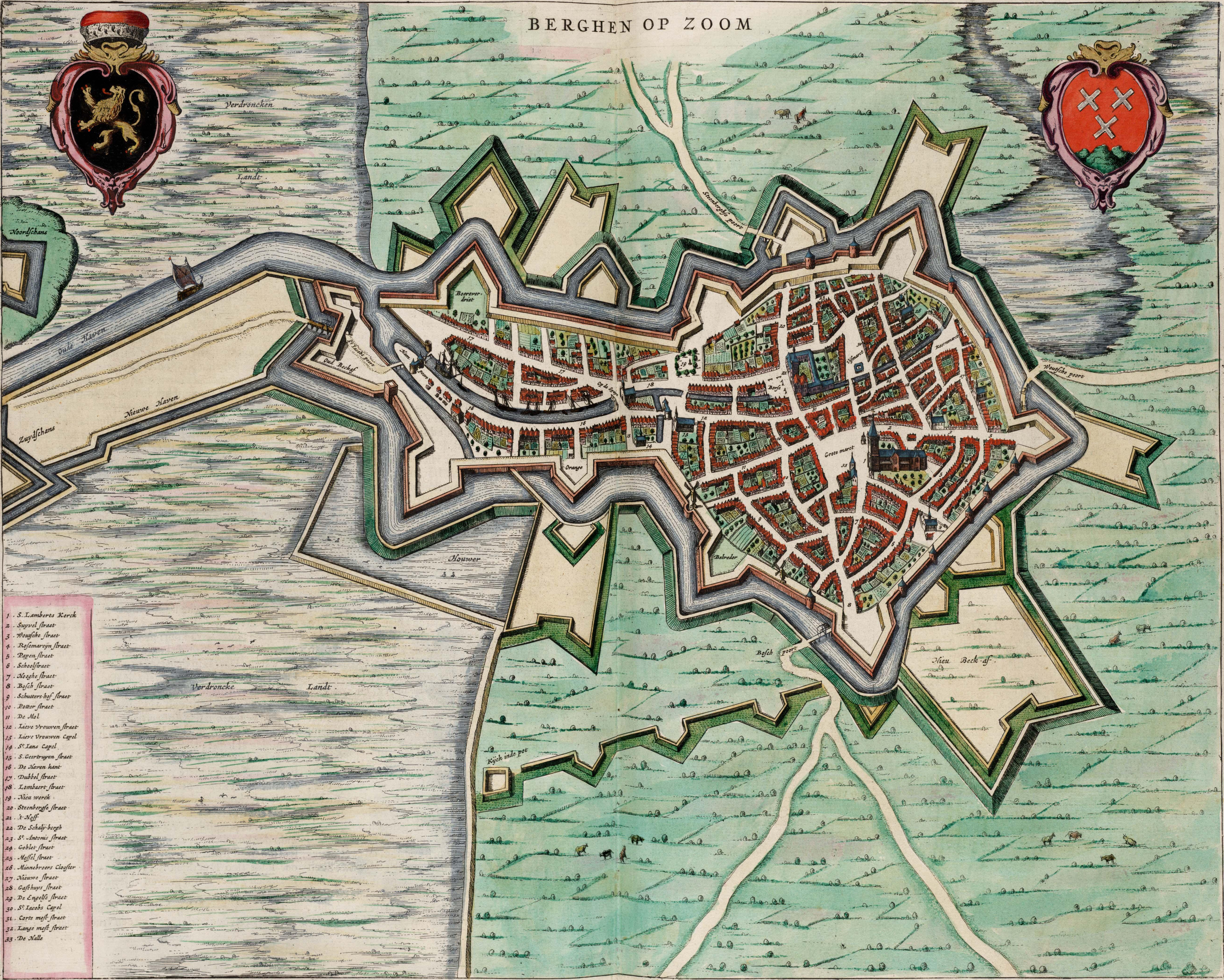
Kaart van Bergen op Zoom door Blaeu uit 1652

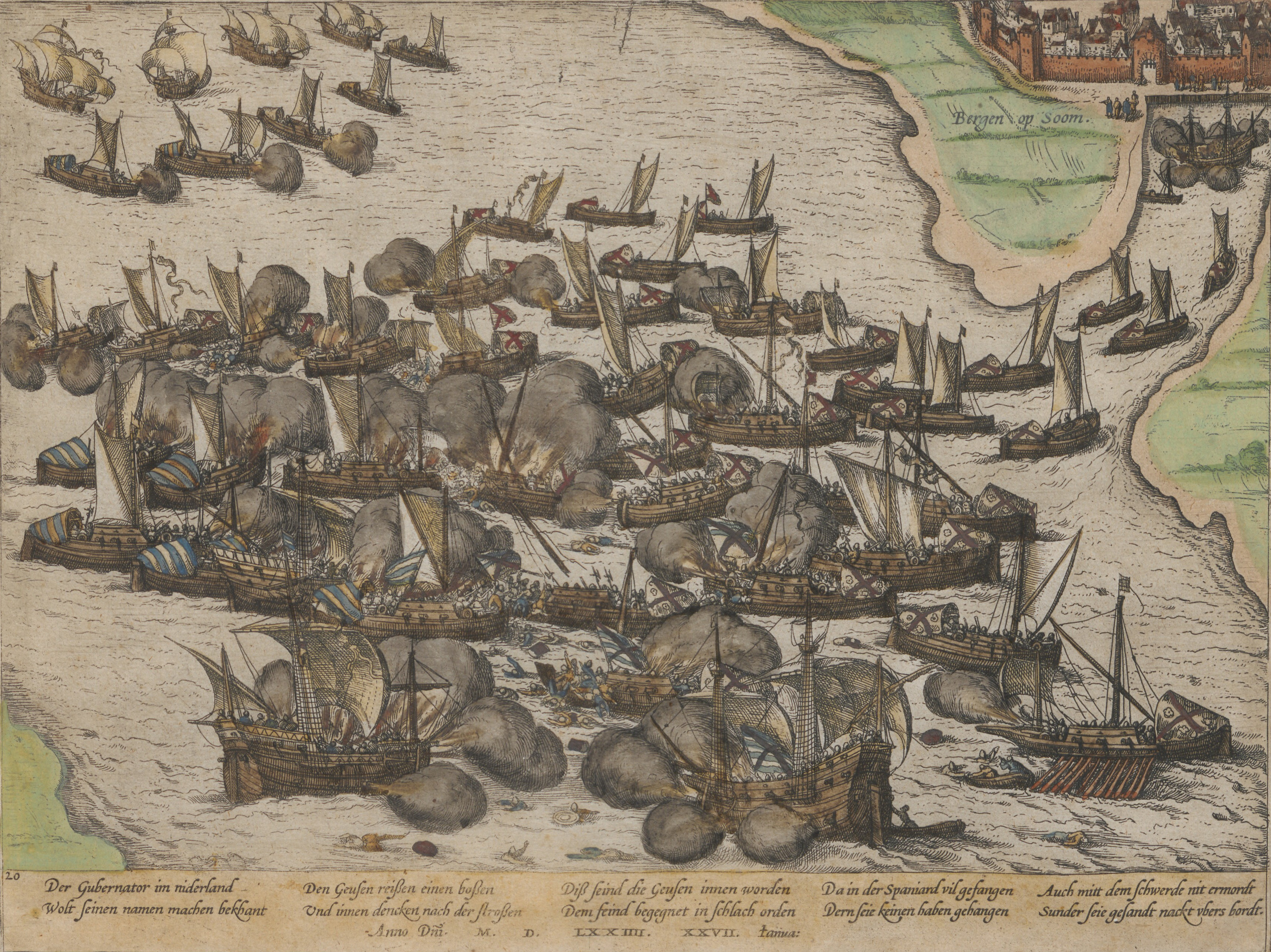
Slag op de Schelde bij Bergen op Zoom en Reymerswaal, 1574

In de Romeinse tijd bevond zich ter hoogte van de huidige Sint-Gertrudiskerk een offerplaats waarvan een groot aantal mini-amforen is teruggevonden. De amforen waren gemaakt van Bergs aardewerk. Ook zijn er Romeinse munten, een Keltische zegelring en een beeld teruggevonden van de Keltische god Sucellus. Mogelijk heeft daarbij op de plaats van deze kerk een tempel gestaan.
De stad is ontstaan op een zandrug in een veengebied dat naar het westen overging in de Scheldedelta. Het veengebied ten oosten van de zandrug werd in het begin van de 13e eeuw ontgonnen. Ter ontwatering doorgroef men de zandrug met een kanaaltje, de Grebbe genaamd, dat door het stadsgebied ter hoogte van de huidige Korenmarkt liep tot aan de Haven. Ter plaatse van de huidige Markt kwam een aantal landwegen samen: de huidige Steenbergsestraat/Fortuinstraat, de Wouwsestraat/Zuivelstraat en de Korte Bosstraat/Hoogstraat. Aldus ontwikkelde zich de stad, die voor de hertog van Brabant van belang was als vooruitgeschoven bastion tegen de expansie van het graafschap Zeeland en het graafschap Holland.
De stad Bergen op Zoom maakte aanvankelijk deel uit van het Land van Breda en werd dus tot die tijd bestuurd door de heer van Breda. Toen heer Arnoud van Leuven in 1287 overleed werd het land van Breda gesplitst in twee afzonderlijke heerlijkheden. Deze splitsing kwam voort uit het erfrecht en de verdeling tussen de nakomelingen van twee dochters van Godfried III van Schoten, zie bij de baronie Breda. Aldus ontstond het Land van Bergen op Zoom, met de stad Bergen op Zoom als kern. In 1533 werd deze heerlijkheid verheven tot een markgraafschap (markiezaat), waarmee deze formeel een hogere rang verwierf dan de baronie van Breda. Haar feitelijk belang werd daarmee echter niet groter. Kerkrechtelijk behoorde Bergen tot het bisdom Luik; twee telgen van het geslacht Van Bergen brachten het tot prins-bisschop van Luik: Cornelis van Bergen en Robert II van Bergen. De leden van het geslacht Van Glymes vervulden diplomatieke functies, en fungeerden tevens als heren en markiezen van Bergen op Zoom.
In 1801 werd het markiezaat Bergen op Zoom aangekocht door de Bataafse Republiek en verloor het al zijn rechten.

### Handelsstad
Tussen 1198 en 1212 kreeg Bergen op Zoom stadsrechten. Wanneer de stad deze precies heeft verworven, is onduidelijk omdat de stadsarchieven bij een grote stadsbrand in 1397 verloren zijn gegaan. Omdat de oudste (indirecte) verwijzing naar Bergen op Zoom als stad uit 1213 stamt, bestaat het vermoeden dat stadsrechten al aan het begin van de 13e eeuw verkregen zijn. De stadsbrand van 1397 verwoestte bijna de hele stad.
In het soetste van de meye
Was tot Bergen groot geschreye,
 't verbrande alle stocken, staecken
behalve Olifant en Draecke.
Het betrof twee huizen, De Olifant en De Draeck, aan de Grote Markt. Het huidige Hotel de Draak, aan de Grote Markt 38, is gevestigd in een pand uit 1500 dat het resultaat is van een ingrijpende verbouwing. De met tongewelven overdekte kelders stammen nog uit het 14e-eeuwse pand. De Olifant, ter rechterzijde grenzend aan De Draak, was een poortgebouw over de Sint-Annastraat en werd in 1544 aangekocht en bij het Stadhuis van Bergen op Zoom gevoegd.
De eerst bekende ommuring van de stad werd van 1330-1335 gebouwd. De ommuring had een ronde vorm die nog terug te vinden is in de loop van de huidige Westersingel, Noordsingel, Van de Rijstraat, St.-Josephstraat, Kloosterstraat, en Koepelstraat. Er waren vier stadspoorten, waarvan uiteindelijk slechts de Lievevrouwepoort werd bewaard, omdat deze als gevangenpoort dienstdeed. Op 7 mei 1397 brandde de stad bijna geheel af. De eind 14e eeuw ten noorden van de Grebbe aangelegde Nieuwe Markt (het huidige Sint-Catharinaplein) kreeg omstreeks 1400 de functie van vismarkt. De Grebbe raakte geleidelijk aan steeds meer overkluisd.
In 1444 legde een brand opnieuw een groot deel van Bergen op Zoom in de as. In 1482 kwam de Korenmarkt tot stand, gevolgd door straten als Roskamstraat en Lindebaan.
Buiten de muren, ten westen van de binnenstad, ontstond het Havenkwartier. Van 1484-1491 werd het havenkwartier omwald. Van 1505-1508 werd een muur aan de westzijde gebouwd, voorzien van drie poorten: twee stadspoorten (de St.-Nicolaas- of Houtpoort en de Water- of Hampoort) en een waterpoort (de St.-Jacobspoort). Hierdoor verloor de Lievevrouwepoort haar verdedigingsfunctie, maar ze bleef als gevangenis in gebruik.
De stad op de grens van het graafschap Zeeland, het graafschap Vlaanderen en het hertogdom Brabant ontwikkelde zich tot een belangrijke handelsstad en kende laken- en aardewerknijverheid. De huidige Oosterschelde was toen de Scheldemond en daarmee de toegang tot Antwerpen. De toegang tot Bergen op Zoom was echter niet eenvoudig: eerst moest men door een bochtige kreek varen, om uiteindelijk bij de gegraven Oude Haven uit te komen. Via de Lievevrouwestraat kon van daaruit de Markt worden bereikt. Vanaf midden 14e eeuw werden er jaarlijks twee jaarmarkten gehouden, waarop Engels laken, wol en meekrap werden verhandeld. Op de Paasmarkt sloot in Antwerpen de Pinkstermarkt aan terwijl de Koudemarkt volgde op de Bamismarkt, die daar vanaf eind augustus (beide duurden zes weken) plaatsvond. Zo profiteerde de stad van de internationale status van de Antwerpse markten.

### Garnizoensstad

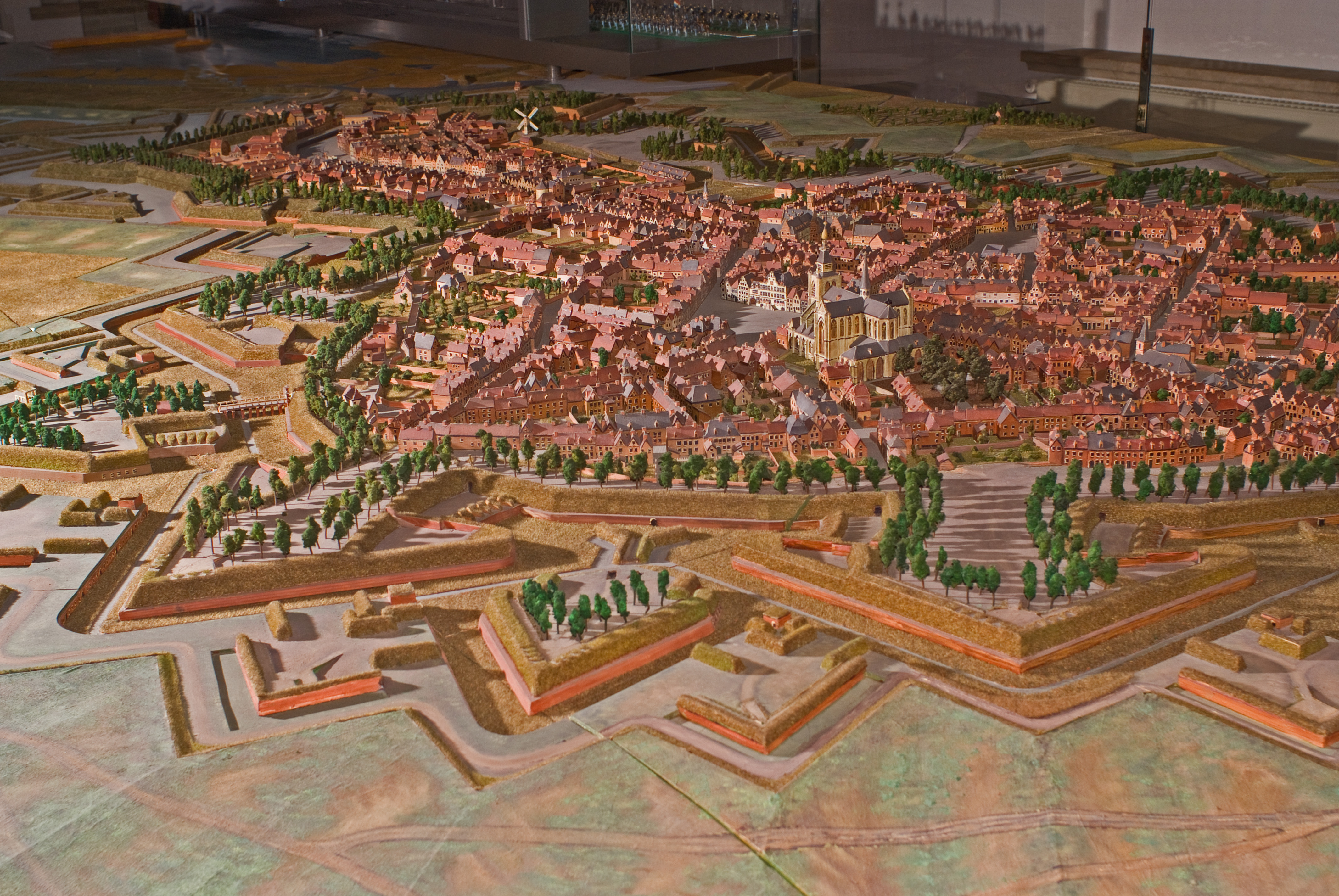
Maquette van Bergen op Zoom in 1747

Vanaf 1530 verminderde het belang van Bergen op Zoom als handelsstad. In dat jaar vond de Sint-Felixvloed plaats en hierna begon de Oosterschelde te verzanden en werd de Westerschelde geleidelijk de belangrijkste toegangsweg naar Antwerpen. Hierbij kwamen de troebelen van de Tachtigjarige Oorlog. In 1580 vond de zogenaamde Soldatenfurie plaats, waarbij veel kerkelijk bezit werd vernield door de Staatsgezinden. Bergen op Zoom nam een strategische positie in op de grens van noord en zuid, en toen Parma in 1588 vanuit het zuiden oprukte, trachtte hij de stad in te nemen door middel van het Beleg van Bergen op Zoom. Dit beleg werd uiteindelijk afgeslagen. Om bij herhaling van een beleg goed voorbereid te zijn, werden versterkingen aangelegd door Adriaen Anthonisz en David van Orliëns. Inderdaad belegerden de Spanjaarden, nu onder leiding van Spinola, in 1622 de stad opnieuw. Dit hernieuwde Beleg van Bergen op Zoom kon worden weerstaan door de bevoorrading vanuit de zee aan de westkant en door de militaire inzet van de Schotse Brigade. Het lied Merck toch hoe sterck van Adriaen Valerius is op dit beleg gebaseerd.
Bergen op Zoom was ondertussen getransformeerd van een handelsstad tot een garnizoensstad. Daarbij kwam dat ook de invloed van de markies sterk verminderde. Tussen 1698 en 1713 werden de vestingwerken ingrijpend gemoderniseerd door Menno van Coehoorn. De oude stadsmuren werden afgebroken en de vesting ging deel uitmaken van de West-Brabantse waterlinie. Omdat de stad nog nooit veroverd was door een vijandelijke mogendheid stond Bergen op Zoom bekend als La Pucelle (de Maagd). Maar tijdens de Oostenrijkse Successieoorlog lukte het de Fransen, bij het Beleg van Bergen op Zoom van 1747, om de stad in te nemen. De naam van Bergen op Zoom is daarom (als: BERG-OP-ZOOM) op de Arc de Triomphe in Parijs te vinden als een van de door het Franse Rijk veroverde steden. De stad werd verdedigd door de hoogbejaarde generaal Cronström. Grote delen van de stad werden bij de inname door de Fransen verwoest. Ook de Sint-Gertrudiskerk liep daarbij zware schade op.
Een ontploffing in 1831, van kruitmagazijn "De Stoelemat", zorgde al evenzeer voor grote schade, nu in de omgeving van de Gevangenpoort.
In 1867 werd de vesting opgeheven en van 1868-1890 werd zij ontmanteld. Dit wil niet zeggen dat het garnizoen verdween. Er bleef nog lange tijd een aantal kazernes bestaan, en wel:
- Cort Heyligers Kazerne (1939-2002), aan het Jan Borghoutsplein, zie ook: Gijsbertus Martinus Cort Heyligers.
- Kazerne Groot Arsenaal (vanaf 1880) aan de Rijtuigweg
- Oranje-Nassaukazerne (nu appartementengebouw De Ramerie) aan de Korenmarkt
- Wilhelmina Kazerne (1899-1971), thans Centrum voor de Kunsten (CKB) aan de Burgemeester Stulemeijerlaan
- Militair Hospitaal (1818-1922) in het Gouvernementshuis aan de Wouwsestraat

Aldus bleef ook enig militair erfgoed behouden.
In 2010 ontdekte een inwoner tijdens het graven in zijn tuin bij toeval een gedeelte van het onderaards gangenstelsel dat deel uitmaakte van het Ravelijn "Antwerpen". De gang is, voor zover bekend, het enige gangenstelsel naar een ontwerp van Menno van Coehoorn in Nederland dat nog intact is en is samen met een ravelijn het enig overgebleven restant van de vestingwerken.

### Nieuwe tijd

#### Bergen op Zoom in deEerste Wereldoorlog
Hoewel Bergen op Zoom in Nederland ligt, speelde de stad en omgeving een rol als aankomstplek van vluchtelingen. Aan het begin van de Eerste Wereldoorlog kwamen er 250.000 vluchtelingen in Bergen op Zoom aan, voornamelijk uit België, de meesten uit Antwerpen. Het stadje zelf had toen 16.625 inwoners.

#### Overig
Economisch gezien waren, naast de handel, ook activiteiten als de meekrapindustrie en de pottenbakkerij van groot belang. De laatste vormde in de 17e en de 18e eeuw de belangrijkste activiteit. Ook de visserij was belangrijk, waaronder de weervisserij op ansjovis.

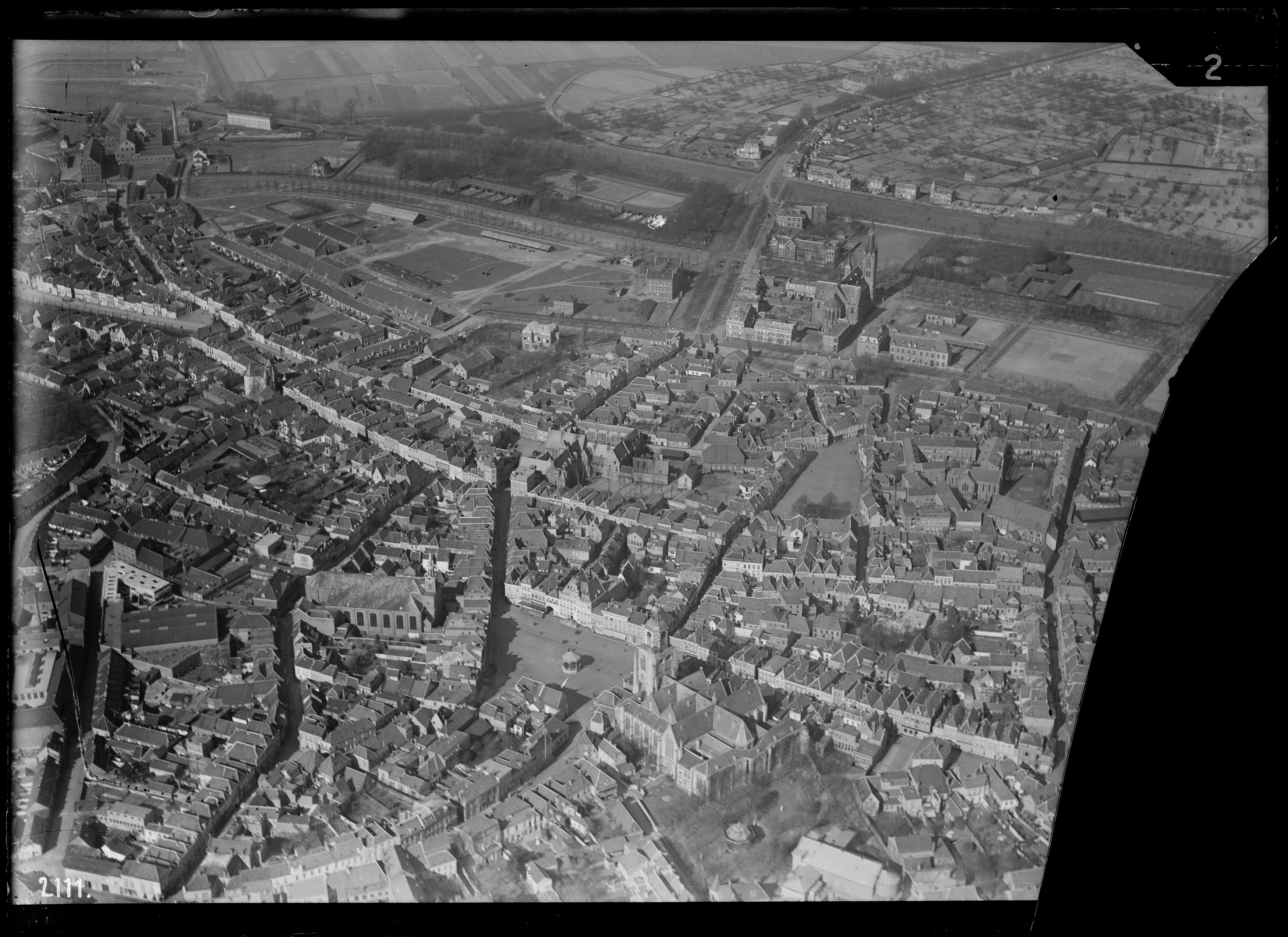
Luchtfoto van Bergen op Zoom voor de Tweede Wereldoorlog (tussen 1920 en 1940).

Bekend in het Bergen op Zoom van de 19e en 20e eeuw waren de hoveniers. Zij stamden vaak af van katholieke 'immigranten' uit de Vlaamse Kempen en uit de rest van West-Brabant, en vormden al sedert het einde van de 18e eeuw een bepaalde klasse in de stad. De Bergse hoveniers waren meestal kleinere boeren die zich toewijdden aan de behoeften van de in de stad gelegerde militairen; een zeer divers assortiment aan groenten en fruit. Zij vergaarden veel kennis over het tegelijkertijd kweken van al deze gewassen en hadden dus geen specialisatie, zoals bij de meeste boeren elders wel het geval was. Om deze kennis binnen deze hoveniersfamilies te houden, vaak uit economisch oogpunt, vonden er bij voorkeur huwelijken tussen deze families onderling plaats. Op die wijze ontstond er een bepaalde stand binnen Bergen op Zoom, die zich later ook bezighield met de oprichting van de R.K. Boerenbond Veiling en actief was in verscheidene verenigingen en sociëteiten. De bekendste 'hoveniersfamilies' waren/zijn de families Franken, Verdult, Nuijten, Hopmans, Musters (met een oorsprong in het wijdverspreide Tilburgse geslacht Mutsaerts), Hagenaars, Crusio, Bruijs, Withagen, Van Inneveld en Dietvorst.
Ook de industrialisatie begon op gang te komen. Gieterij Asselbergs was de eerste van een reeks ijzergieterijen. Er verscheen een drietal suikerfabrieken, de eerste in 1863, SA Sucreries de Breda et Berg-op-Zoom, vanaf 1917 bekend als De Zeeland en in 1930 gesloten. In 2015 veranderde De Zeeland in een winkelcentrum. In 1899 werd de Zuid-Nederlandsche Melasse-Spiritusfabriek opgericht en verder was er nog een potas-raffinaderij. De opening van het spoorwegstation en de opheffing van de vesting, waardoor stadsuitbreidingsplannen mogelijk werden, zorgden eveneens voor economische impulsen.
Maar ondanks de ontwikkeling van enige industrie en aansluiting op het spoorwegennet, bleef Bergen op Zoom zich in landelijk opzicht duidelijk in de periferie bevinden. Een Engels reisverslag uit 1884 biedt een indruk door de ogen van die tijd: De historie van de beroemde belegering van 1749 deed ons halt houden bij Bergen op Zoom, een propere, saaie kleine stad met witte huizen om een schuine markt en de zware toren van de Sint-Gertrudiskerk, maar er was weinig de moeite van het bekijken waard en al snel vervolgden wij onze weg naar de rijke akkers van Zuid-Beveland.

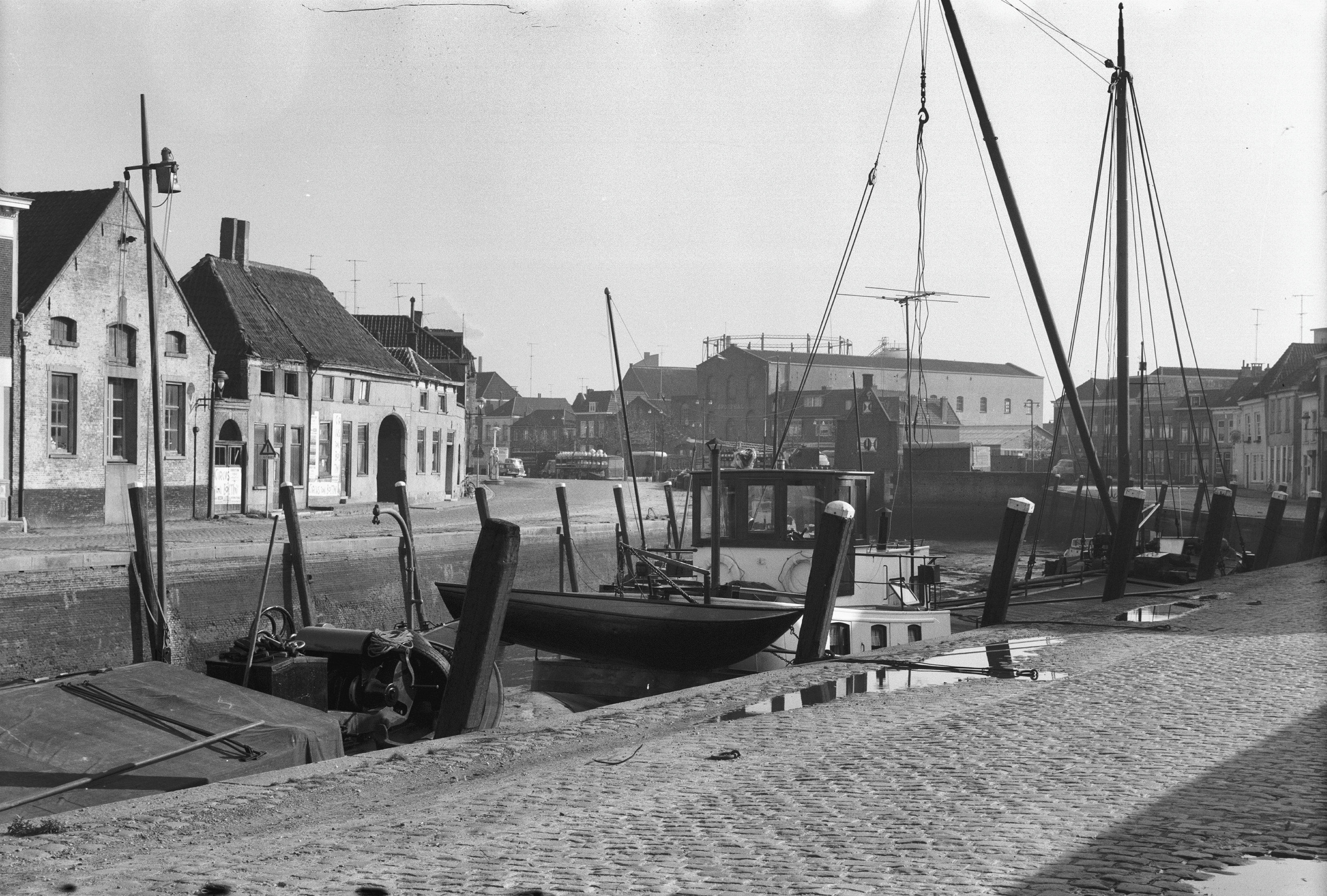
De oude haven (1962) die bij eb droogviel

De bevrijding van Bergen op Zoom vond plaats op 27 oktober 1944, door Canadese militairen. Bergen op Zoom heeft een Canadese militaire begraafplaats voor meer dan 1000 gesneuvelden.
Van 1959 tot 1964 werd de Theodorushaven aangelegd en zowel in de omgeving daarvan als daarbuiten verrees nieuwe industrie, zoals GE Plastics (1971) en Philip Morris (1980).
In 1950 en 1964 werden delen van de Oude Haven gedempt en in 1960 wilde men een plan ten uitvoer brengen (Plan-Ranitz) om de binnenstad bereikbaar te maken voor het autoverkeer. Dit plan is niet geheel gerealiseerd, maar in het kader hiervan werd in 1970 de omgeving van de Gevangenpoort gesloopt, de Westersingel aangelegd en onder meer ook evenementenhal de Stoelemat en een groot aantal woningen gebouwd.
Van groot belang voor Bergen op Zoom zijn de uitvoering van de Deltawerken en de aanleg van het Schelde-Rijnkanaal (1975) geweest. Dit leidde tot de bouw van dammen als de Oesterdam (1979-1986) en de Markiezaatskade (1980-1983). Door dit alles was de open verbinding met de Oosterschelde verdwenen en ontstonden onder meer het Markiezaatsmeer, het Zoommeer en de Binnenschelde. Ondiepten als Molenplaat en Bergse Plaat werden drooggelegd. De Molenplaat werd een natuurgebied en op de Bergseplaat kwam een woonwijk.

### Kerkelijke geschiedenis
De oudste kerk van Bergen op Zoom is de Sint-Gertrudiskerk. De devotie tot de Heilige Gertrudis stamt van de Sint-Gertrudiskapel in het nabijgelegen Borgvliet.
Het bestaan van de Sint-Gertrudiskerk gaat terug tot de 13e eeuw. Deze werd verbouwd in 1350 om in 1428 tot kapittelkerk te worden verheven. Hierop werd de kerk herhaaldelijk vergroot, maar ook meerdere malen door brand en oorlogsgeweld verwoest. Van 1580 tot en met 1966 was de kerk in handen van de hervormden. Vanaf 1987 werd het weer een katholieke kerk.

#### Protestantse kerken
- De Ark. In 1927 werd door de (hervormde) evangelisatievereniging een kerkje gebouwd aan de Williamstraat 7. In 1966 werd dit een hervormde kerk, nadat de Sint-Gertrudiskerk werd verlaten. Uiteindelijk gingen de hervormden voor hun bijeenkomsten naar de -grotere- gereformeerde kerk. Het gebouw aan de Williamstraat is nu Kerkelijk Centrum "De Ark", terwijl ook de Chinese protestantse gemeente er gebruik van maakt.
- In 1891 werd een gereformeerde kerk gebouwd tegen de achterkant van het voormalige lombardenhuis aan de Moeregrebstraat.[10] In 1928 verhuisde men naar een nieuw gebouw aan Bolwerk Zuid 134. In 1995 werd dit een Samen-op-Wegkerk, later PKN. De kerk heet nu: Ontmoetingskerk.
- De Evangelisch-Lutherse kerk
- In 2010 betrokken de leden van de Gereformeerde Kerken vrijgemaakt de Emmauskerk. In 2023 is dit kerkverband opgegaan in de Nederlandse Gereformeerde Kerken.

Verdere aan het protestantisme verwante religieuze groeperingen zijn de nieuw-apostolische kerk en de Jehova's getuigen, die kerken in verbouwde woonhuizen en dergelijke.

#### Katholieke kerken
- Terwijl de centrale kerk na de Franse tijd in protestantse handen bleef, konden de katholieken in 1829 hun kerk van de Heilige Maagd Maria-Tenhemelopneming betrekken. Deze werd in 1987 onttrokken aan de eredienst en verbouwd tot theater.
- De Sint-Antonius Abtkerk werd in 1865 gebouwd aan de Rembrandtstraat 52 te Nieuw-Borgvliet, nadat in 1864 daar een parochie was gesticht. In 1929 werd een nieuwe kerk gebouwd, die in 1944 door oorlogshandelingen werd verwoest. In 1951 werd een nieuwe kerk gebouwd, in basilicastijl. In 2000 werd deze onttrokken aan de eredienst en uiteindelijk werd het een wijkcentrum.
- De Martelaren-van-Gorcumkerk werd in 1905 gebouwd in neogotische stijl en was tevens een der eerste christocentrische kerken. Architect was W. Vergouwen. In 1983 werd ze onttrokken aan de eredienst en in 1987 gesloopt.
- De Sint-Josephkerk werd in 1913 gebouwd aan de Bredasestraat 3 in neogotische stijl. Architect was Jan Stuyt. In 1969 werd de kerk onttrokken aan de eredienst en in 1972 gesloopt.
- De Onze-Lieve-Vrouw-van-Lourdeskerk werd in 1928 gebouwd aan de Prins Bernhardlaan 66, in de wijk 't Fort, ten zuiden van de binnenstad, waar na 1910 een parochie was ontstaan. Ook hier is sprake van een christocentrische kerk, nu met expressionistische en neoromano-byzantijnse kenmerken. Joseph Cuypers en Pierre Cuypers jr. waren de architecten.
- De Heilig Hart van Jezuskerk werd in 1952 gebouwd aan het Piusplein, ten oosten van de binnenstad, in de stijl van de Bossche School. In 2014 werd de kerk onttrokken aan de eredienst.
- De Goddelijke Voorzienigheidskerk werd in 1963 gebouwd aan de Van Heelulaan 73, in een woonwijk ten zuidoosten van de binnenstad. De kerk werd uitgevoerd in de stijl van het modernisme. In 2014 werd de kerk onttrokken aan de eredienst, en in 2016 gesloopt.
- De Emmauskerk werd in 1967 gebouwd aan de Korenberg 90 in de nieuwbouwwijk Noordgeest. De kerk werd in 2006 gesloten en in 2010 verkocht aan de Gereformeerde Kerken vrijgemaakt (later Nederlandse Gereformeerde Kerken), die al een eigen gemeenschap vormden, maar nog geen kerkgebouw bezaten.

#### Joodse gemeenschap
Sinds begin 18e eeuw bestond in Bergen op Zoom een Joodse gemeenschap. Deze bezat sinds 1783 een begraafplaats en beschikte sinds 1832 over een synagoge, aan de Koevoetstraat.

#### Islam
Bergen op Zoom kent twee moskeeën:
- De Moskee El Feth van de Marokkaanse Islamitische Culturele Vereniging, gelegen op het adres Wattweg 7 4622 RA Bergen op Zoom.
- De Turkse Ulumoskee of Grote Moskee, aan de Van Heelulaan 77. Dit gebouw, voorzien van een minaret, werd ingewijd in 2009.

#### Kloosters
Tijdens de bloeitijd van Bergen op Zoom, van 1470-1530, vestigden zich ook minderbroeders, cellebroeders en cellezusters in de stad. De Reformatie maakte in 1580 een eind aan hun aanwezigheid.
Vanaf de 19e eeuw waren de volgende kloosters in Bergen op Zoom gevestigd:
- Klooster van de Franciscanessen van Bergen op Zoom met Sint-Catharinakapel, sinds 1838, aan het huidige Sint-Catharinaplein. Sinds 1882 ook aan de Van Dedemstraat.
- De Franciscanessen van Roosendaal vestigden zich in 1858 in een pand aan de Burgemeester van Hasseltstraat 2 en verzorgden onderwijs, nadat van 1836-1858 de Franciscanessen van Etten dit hadden gedaan. In 1907 stichtten zij ook een kweekschool. De zusters vertrokken in 1980.
- Klooster van de Broeders van Huijbergen, aan Hoogstraat 23. Het werd kort na 1890 gesticht en de activiteiten werden in 1901 uitgebreid met een kweekschool. In 1977 vertrokken de broeders.
- De Priestercongregatie van het Heilig Hart van Jezus startte in 1900 een juvenaat. In 1903 werd aan de Antwerpsestraatweg een nieuw gebouw betrokken, waar zich ook een kleinseminarie bevond. In 1953 werd het instituut erkend als gymnasium en in 1967 werd het internaat opgeheven. In 1985 vertrok men naar een nieuw gebouw aan Buitenvest 54, waaruit men voor 2011 weer vertrokken is.
- De ongeschoeide karmelietessen kwamen vanwege de Franse seculariseringspolitiek in 1901 vanuit Chartres naar Bergen op Zoom en vestigden zich in 1904 aan de Halsterseweg 24 in het Klooster van het Allerheiligste Hart van Jezus, om in 1970 naar Huijbergen te vertrekken, alwaar ze het Klooster Karmel van het Heilig Hart van Jezus stichtten.
- In 1912 kwamen de Franciscanessen van Oudenbosch naar Bergen op Zoom. Zij vestigden zich aan de Boxhornstraat 2 en verzorgden onderwijs. Na 1929 verzorgden zij ook het onderwijs in de Sint-Agnesschool voor buitengewoon onderwijs. Deze zusters vertrokken in 1985.
- De Franciscanessen van Oudenbosch waren van 1916 tot 1971 gevestigd in het Gerardus Majellaklooster aan de Rembrandtstraat 71.
- De Zusters van het Allerheiligste Hart van Jezus bewoonden van 1927 tot 1979 het Sint-Jozefklooster aan de Bernadettestraat 2. Zij verzorgden onderwijs.
- De Broeders van Oudenbosch hadden van 1939 tot 1993 een rusthuis aan de Molenzichtweg.

## Bezienswaardigheden

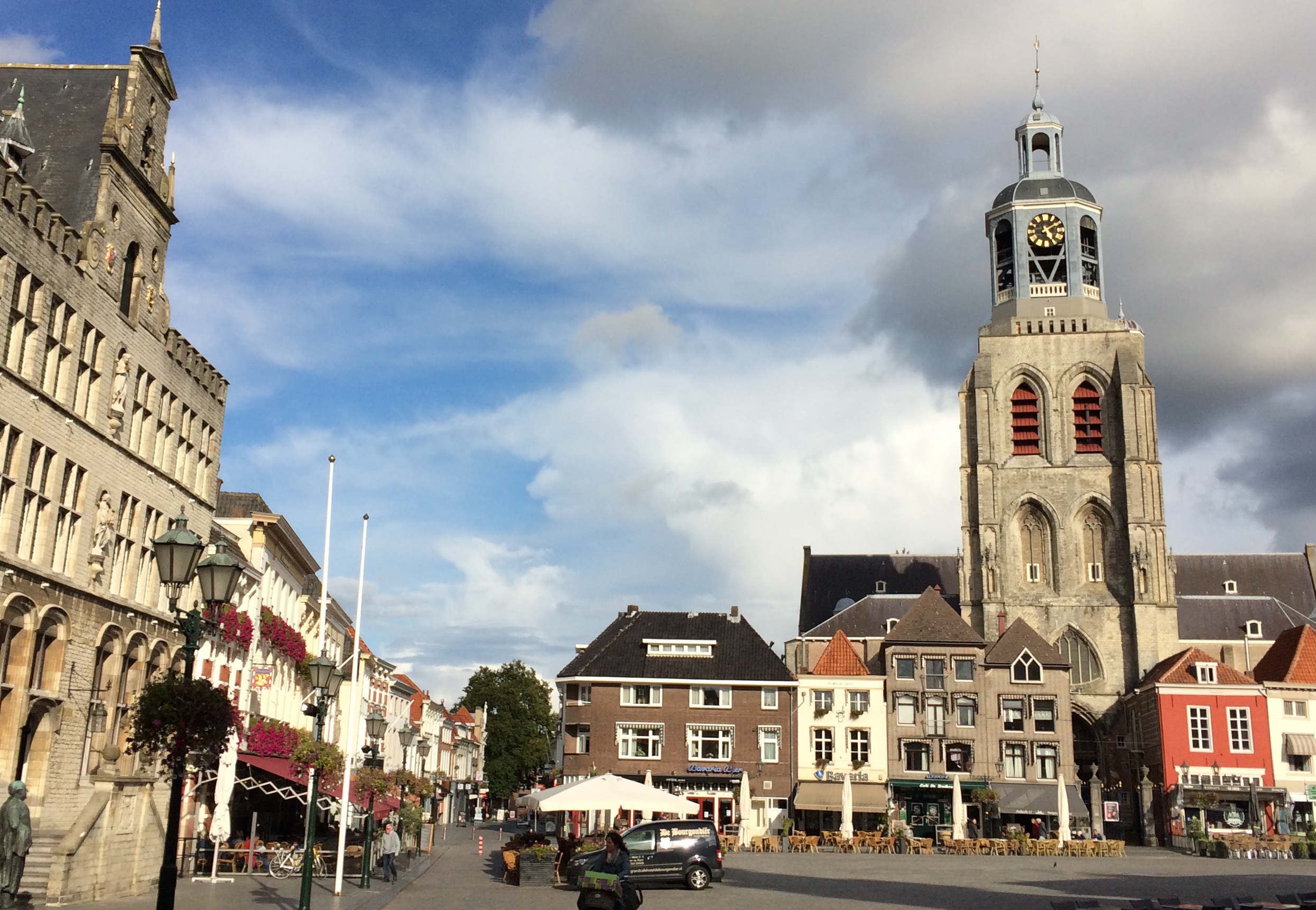
Grote Markt naar 't oosten gezien.

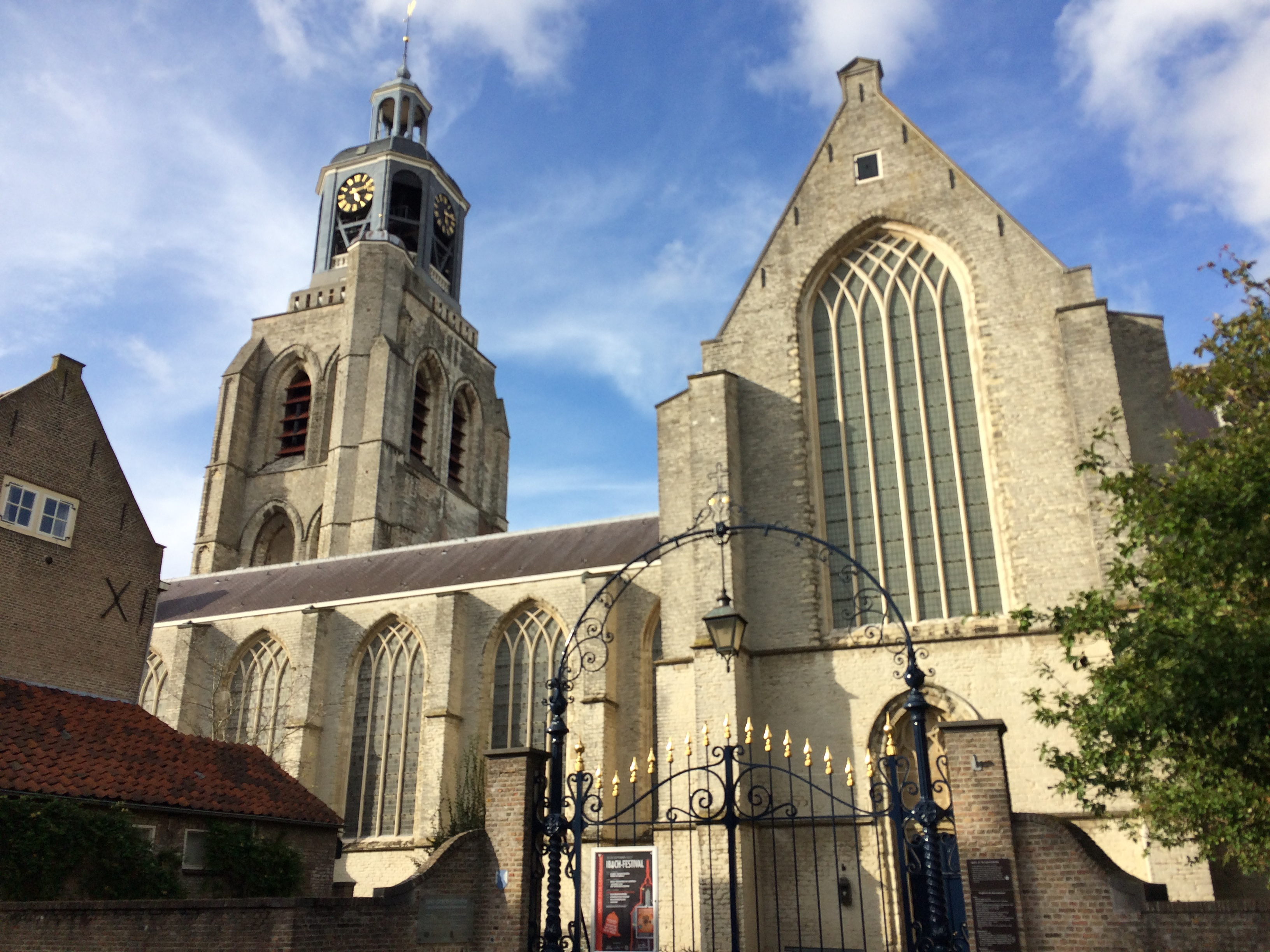
Sint-Gertrudiskerk met Peperbus.

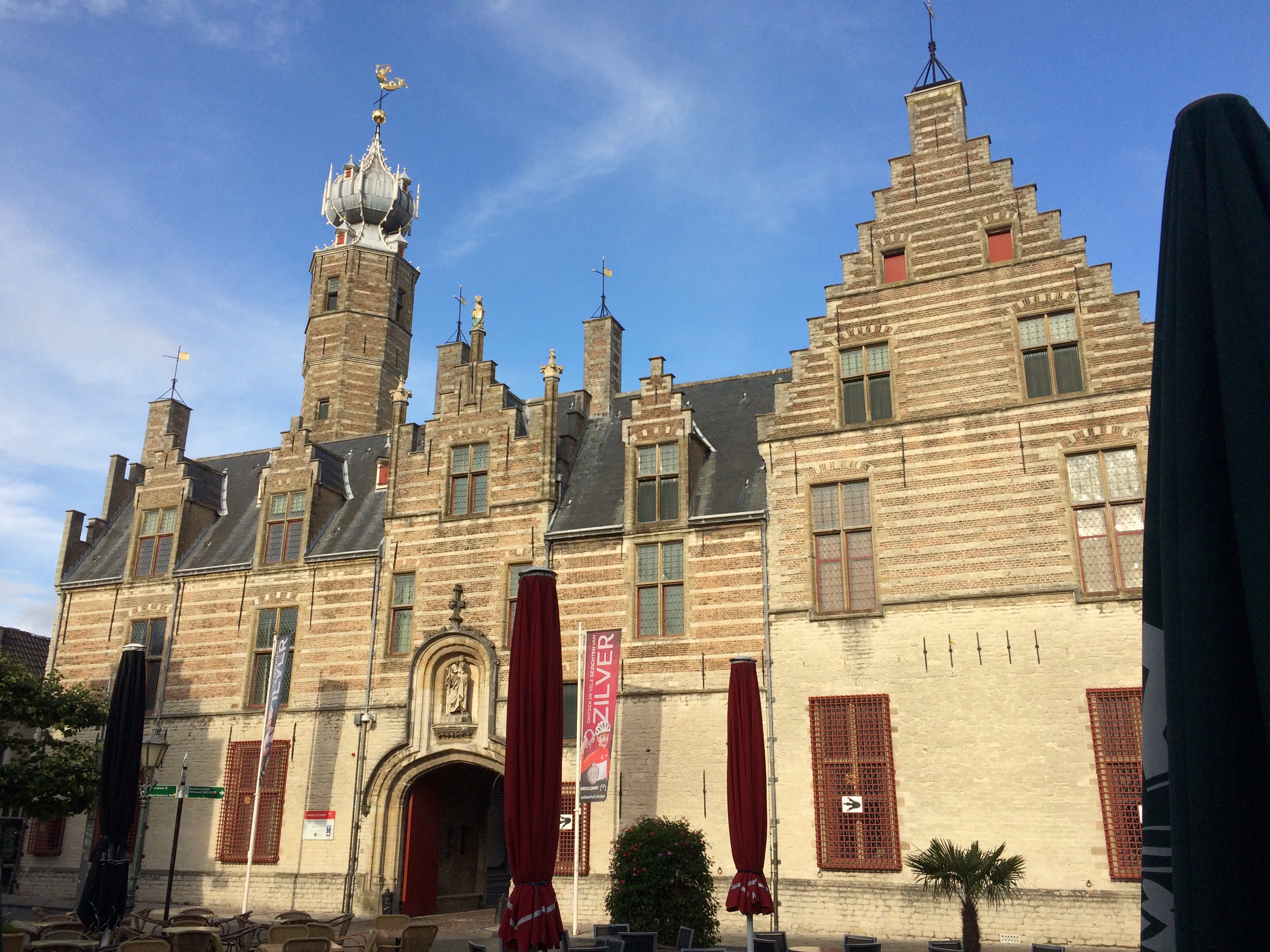
Markiezenhof vanaf 't Beursplein.

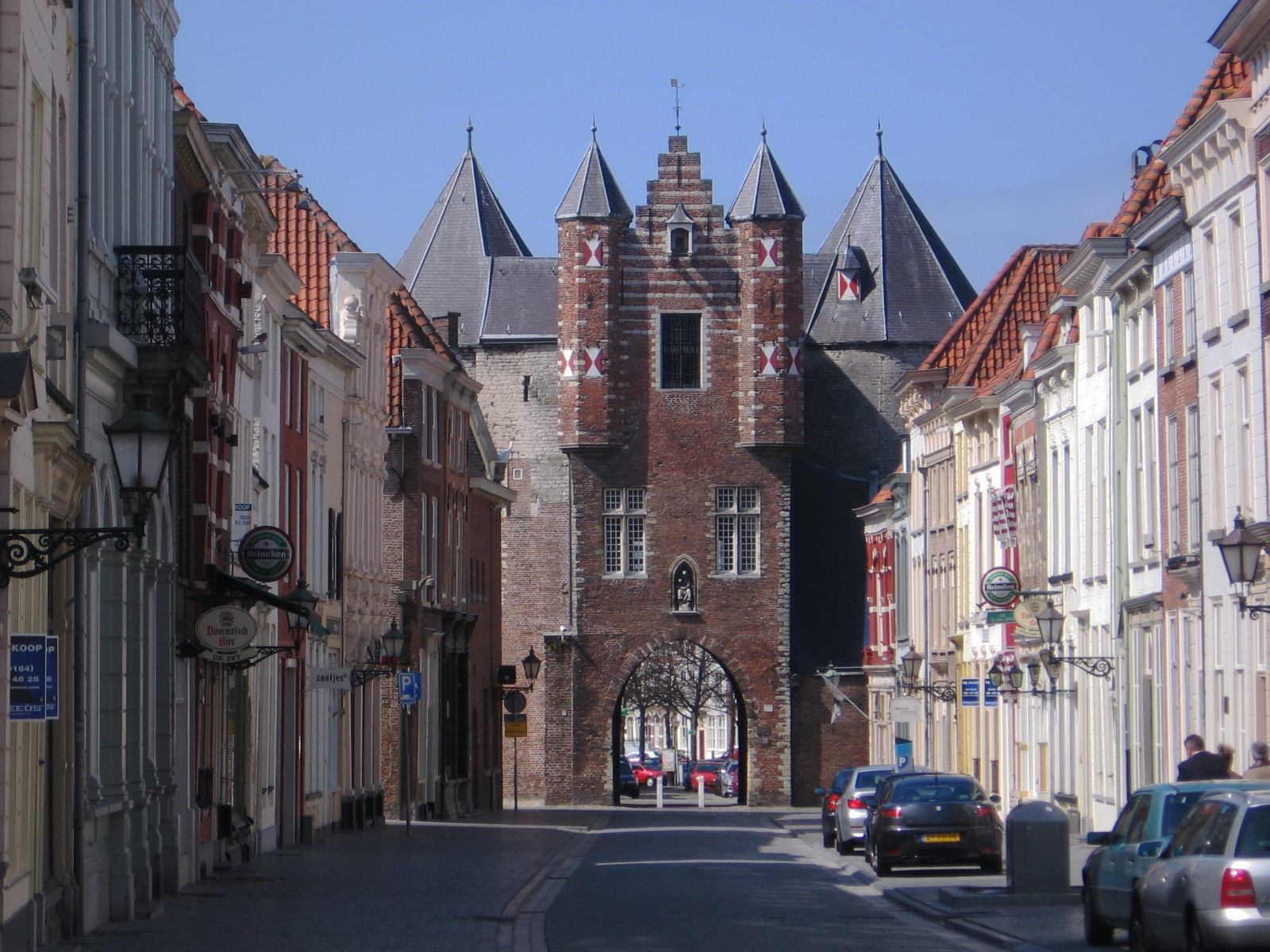
Gevangenpoort

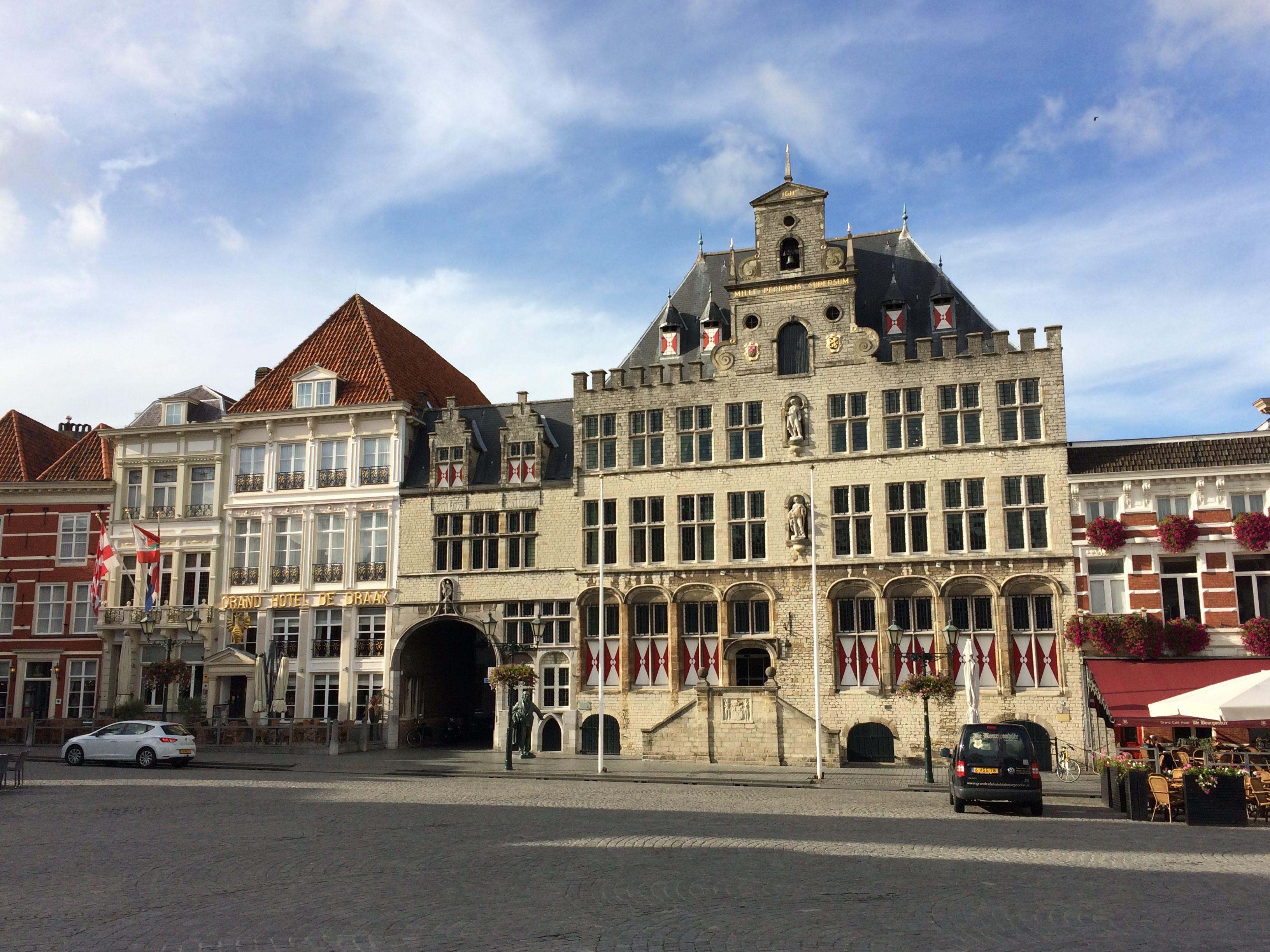
Het oude Stadhuis van Bergen op Zoom, met links de beroemde panden Olifant en Draecke en de poort van 't Sint-Annastraatje.

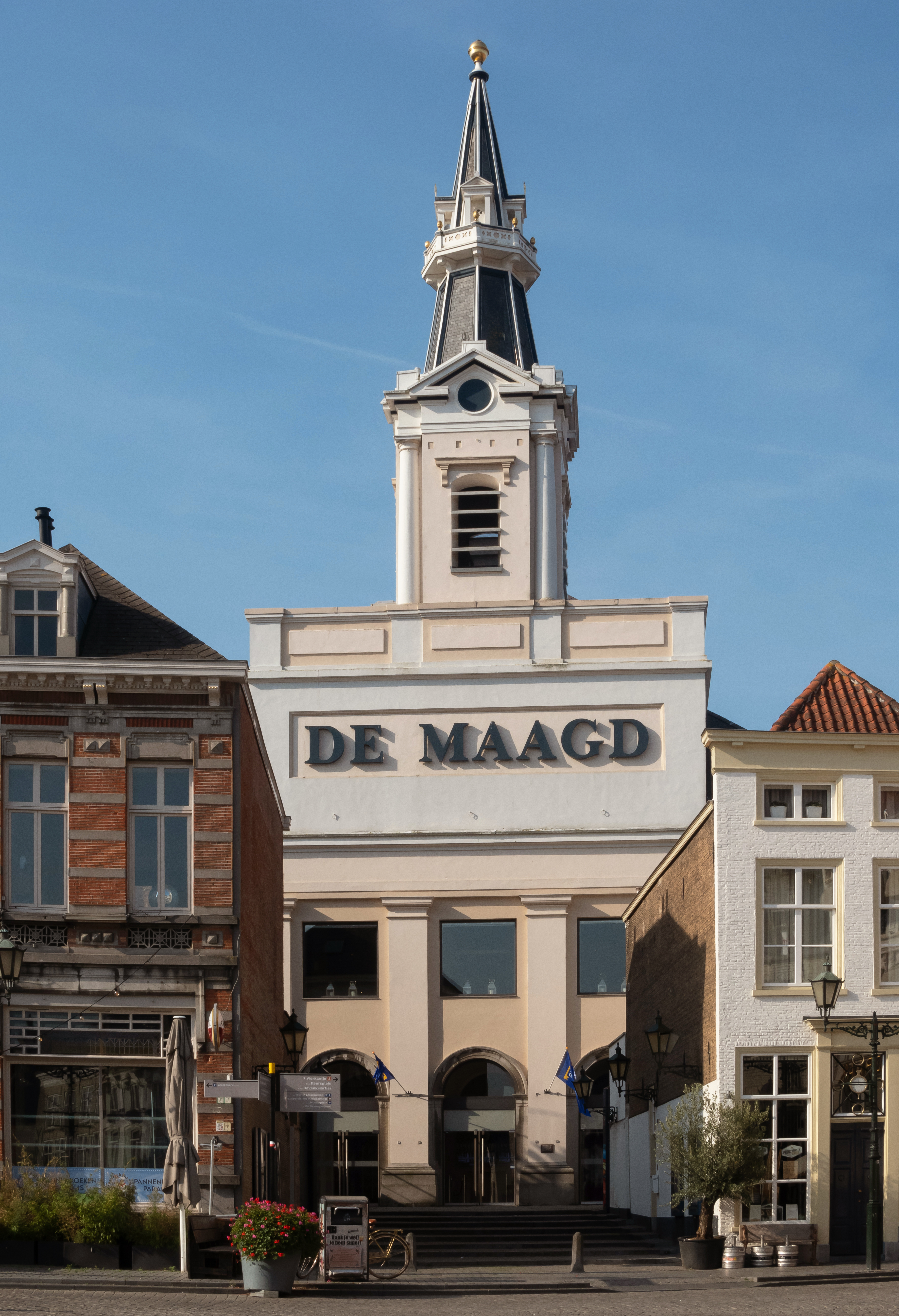
Stadsschouwburg de Maagd

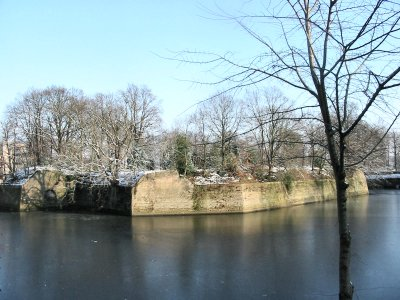
Ravelijn

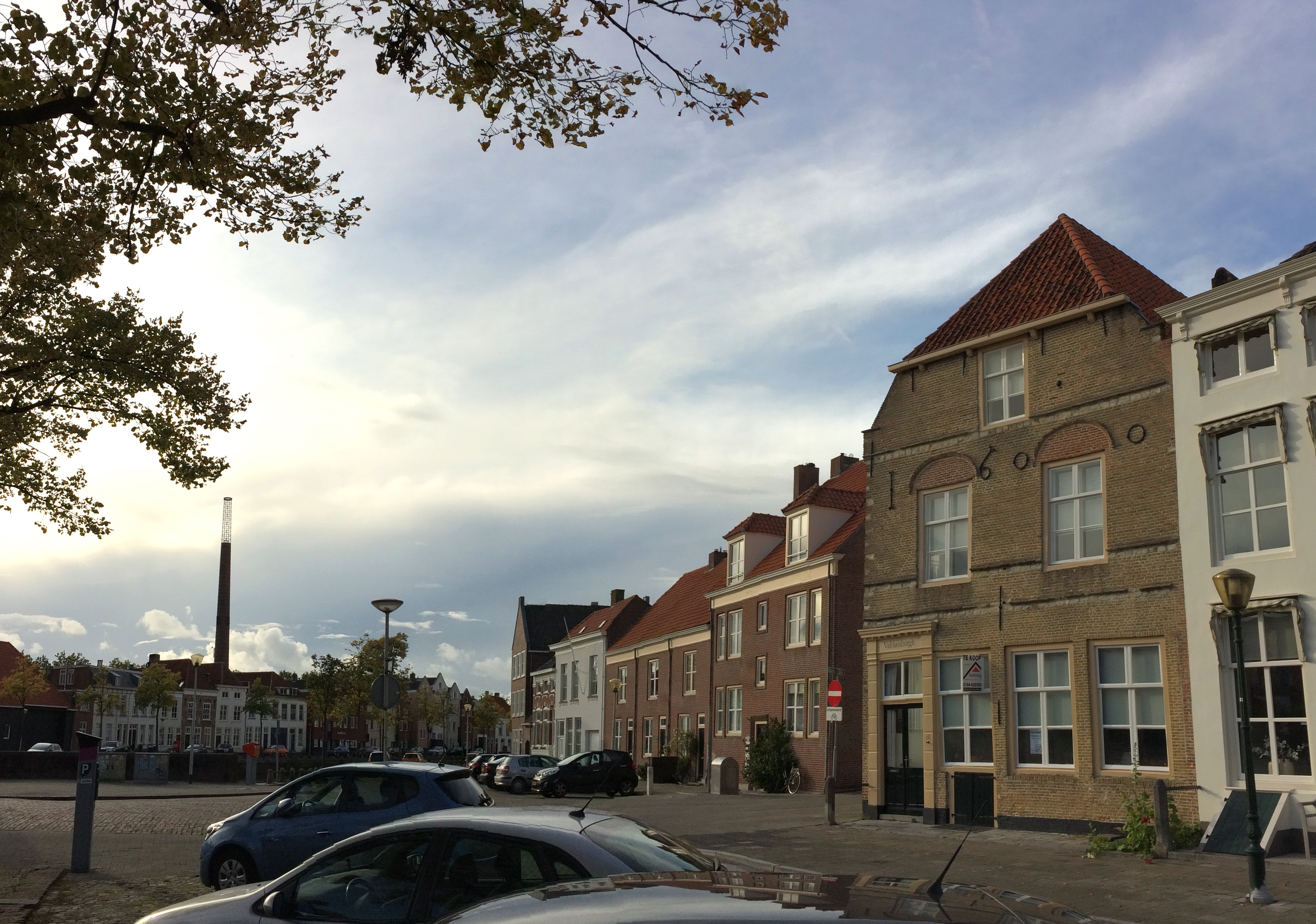
De Kaai of Noord- en Zuidzijde Haven gezien naar 't westen richting de Ham. Links de schoorsteen van de voormalige Nedalco.

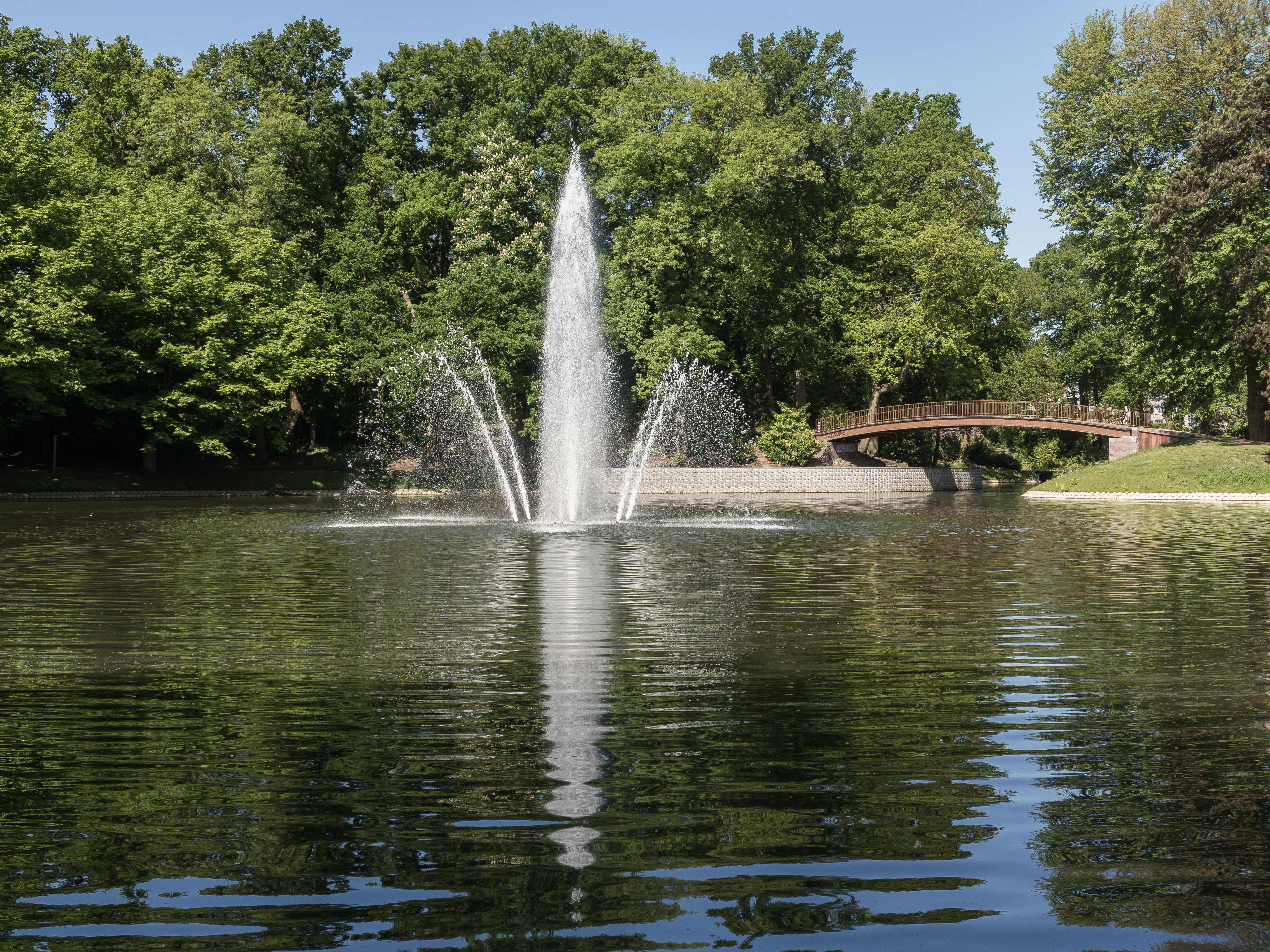
Fontein en brug in Anton van Duinkerkenpark

De binnenstad van Bergen op Zoom herbergt tal van monumenten en een deel van de binnenstad is een beschermd stadsgezicht (met uitbreiding). De stadsplattegrond toont nog de ronde vorm van de stadsomwalling met aan de westelijke kant het havenkwartier. De haven werd echter gedeeltelijk gedempt. In totaal bezit de stad bijna 500 rijks- en gemeentemonumenten. Bergen op Zoom is lid van de Nederlandse Vereniging van Vestingsteden.
- Het Markiezenhof is een Brabants Gotisch stadspaleis en was residentie van de Heren en later de Markiezen van Bergen op Zoom.
- De Sint-Gertrudiskerk, die in 1972 bij een brand zware schade leed en waarvan de toren, de Peperbus, uitziet over de Grote Markt.
- De Grote Markt, met een aantal historische panden aan dit plein.
- Het Stadhuis van Bergen op Zoom, een laatgotisch gebouw aan de Grote Markt.
- De Kerk van de Heilige Maagd Maria-Tenhemelopneming, Grote Markt 32, uit 1829, tegenwoordig Theater De Maagd.
- De Synagoge, Koevoetstraat 39, uit 1832.
- De Sint-Catharinakapel, Sint-Catharinaplein 25, uit 1895, is de kloosterkapel van de Franciscanessen van Bergen op Zoom. De neogotische kapel werd ontworpen door C.P. van Genk. In 1933 werd de kapel vergroot door J. en W. Oomen. De kapel bevat glas-in-loodramen uit de stichtingstijd en uit 1933.
- De Onze-Lieve-Vrouw-van-Lourdeskerk, Prins Bernhardlaan 66, uit 1928
- De Ontmoetingskerk, Bolwerk Zuid 134, uit 1928
- De Antonius Abtkerk, Rembrandtstraat 25, uit 1951
- De Heilig Hart van Jezuskerk aan het Piusplein, uit 1952
- Sint-Gertrudiskapel
- De Lievevrouwepoort of Gevangenpoort, een overblijfsel van de stadsomwalling uit het midden van de 14e eeuw.
- Het Voormalig Gouvernement, Wouwsestraat 1, werd gebouwd in 1668 op basis van een aantal middeleeuwse gebouwen, waarvan nog enkele kelders en muren zijn overgebleven. Het Gouvernement werd verbouwd tot de huidige vorm in 1770-1771. Van 1819-1922 fungeerde het als militair hospitaal. Het 13e-eeuwse Sint-Maartensgasthuis werd in 1771 gesloopt en op de plaats daarvan kwam een tuin. In 1993 werd het Gouvernementshuis verbouwd tot winkelcentrum. De tuin werd een plein, waarin de omtrekken van het voormalig Gasthuis werden aangebracht.
- Het Spuihuis, Spui 1, is een neoclassicistisch gebouw uit 1838. Het bevat nog restanten van een pakhuis, dat de voorganger van het Spuihuis was, zoals een kelder. Het Spuihuis werd bewoond door de havenmeester. In het torentje hangt een klok uit 1723.
- Tot het militair erfgoed behoren:
  - De Blokstallen, Blokstallen 2-3, uit 1745 resp. 1764, waren militaire paardenstallen, tegenwoordig in gebruik voor het stadsarchief resp. het jongerenwerk.
  - Het Groot Arsenaal, Rijtuigweg 44, stamt uit 1764. Het kent classicistische poortomlijstingen met wapens, vaandels en krijgsattributen daarop afgebeeld. In 1880 werd het verbouwd tot kazerne en is het een militaire opslagplaats.
  - Het Voormalig Provoosthuis, Potterstraat 36, stamt uit 1783. Hier woonde de provoost van het garnizoen en bevond zich de krijgsraad en de militaire strafgevangenis. Het gebouw heeft een classicistische voorgevel. In 1814 werd het een magazijn voor de genie en er zetelt horeca.
  - Het Klein Arsenaal aan de Dubbelstraat is een munitie-opslagplaats uit 1787. Na 1880 was het een kazerne en later werd het een militaire opslagplaats.
  - Het Ravelijn Op den Zoom aan de Corneel Slootmanslaan stamt uit 1702 en maakte deel uit van de door Menno van Coehoorn aangelegde vestingwerken volgens het Nieuw Nederlands vestingstelsel. Er zijn nog kazematten, een kanonkelder en een geschutsgalerij. Het Ravelijn werd in 1931-1932 gerestaureerd. De binnenplaats is sinds 1977 een openbaar plantsoen.
  - De Waterschans of Zuydfort bevindt zich bij de Kop van 't Hooft. De voorwal is nog te herkennen aan de gebogen loop. Samen met het verdwenen Noordfort beschermde het de haven. De voorwal maakt deel uit van de dijk van de Binnenschelde.
- De Stadspomp op de Grote Markt, een hardstenen pomp uit 1864 en afkomstig uit Frankrijk of België. Ze werd in 1985 op een van oorsprong 15e-eeuwse put geplaatst.
- Een neogotische smeedijzeren fontein uit 1914, aan de Burgemeester Stulemeijerlaan.
- De woonhuizen van voor het Beleg van Bergen op Zoom van 1588 zijn onder andere:
  - Grote Markt 5 of Onse Vrouwe heeft een eiken houtskelet uit het 2e kwart van de 15e eeuw. De voorgevel was oorspronkelijk uitgevoerd in Gobertingensteen. Van 1966-1968 werd het pand gerestaureerd en zijn de resten van de oude gevel weer zichtbaar gemaakt. Het Mariabeeld onder een gotisch baldakijn werd vernieuwd.
  - Grote Markt 38 of De Draak is een van oorsprong 14e-eeuws pand waarvan de huidige aanblik uit ongeveer 1500 stamt en slechts de kelders nog de oorspronkelijke ouderdom bezitten. Het was vanouds een herberg en is in gebruik als een hotel.
  - Grote Markt 37 of Sint-Joris is een oorspronkelijk 14e-eeuws huis dat in 1498 in opdracht van kaarsenmaker Jan Herrents werd verbouwd en vergroot. Er zijn nog resten van 14e-eeuws muurwerk en een kelder met 15e-eeuws tongewelf aan te treffen. De mansardekap en de lijstgevel dateren van 1897 en de verbouwing is uitgevoerd in opdracht van beeldhouwer Henricus Franciscus Antheunis, die ook mogelijk de gevelornamenten heeft vervaardigd. In 1918 werd het huis bij het naastgelegen hotel gevoegd. In de jaren 30 van de 20e eeuw werd het achterhuis voorzien van een art-deco-trappenhuis. Tussen 1961 en 1985 werd het huis stapsgewijs gerestaureerd.
  - Fortuinstraat 3 of De Balanche bezit nog laatmiddeleeuwse kelders en balklagen, en 14e-eeuwse muurgedeelten. De lijstgevel is midden-19e-eeuws.
  - Potterstraat 10 of De Kerre heeft een laat-17e-eeuwse stenen voorgevel die in het tweede kwart van de 19e eeuw verbouwd is in empirestijl. Het voorhuis is omstreeks 1443 vernieuwd en het achterhuis dateert uit de 16e eeuw.
  - Potterstraat 22 of De Grote en de Kleine Linde werd in 1494 verlengd en van een extra verdieping voorzien.
  - Grote Markt 11 of Huis Cranenborch heeft een zijgevel van baksteen met speklagen van zandsteen. Het werd omstreeks 1500 ingrijpend verbouwd.
- Ná de belegering van 1588 werden nieuwe huizen gebouwd, zoals:
  - Fortuinstraat 15 of De Crone uit 1590
  - Steenbergsestraat 9 of De Violette uit 1593 met deuromlijsting uit 1886
  - Noordzijde Haven 60 of Valkenborch is een hoekhuis uit 1600.
  - Lievevrouwestraat 56 of Oostenrijck uit 1600, met maniëristische voorgevel. De kroonlijst is uit 1750 en de houten onderpui uit 1897. Bij de restauratie van 1975 werd een beschildering uit de 17e eeuw ontdekt.
  - Grote Markt 36 of De Borse is in 1612 gebouwd in steen, waarbij de kelders van het voorgaande 15e-eeuwse huis werden behouden. Sinds 1980 een onderdeel van Hotel De Draak.
  - Zuidzijde Haven 11 of Arcke Noë heeft een gevel uit het begin van de 17e eeuw, waarin drie gevelstenen zijn aangebracht. Het huis heeft een grote kelder.
- Andere 17e-eeuwse gevels vindt men aan Zuidzijde Haven 27 (De Hollandsche Thuijn); Goudenbloemstraat 21-23 (Kleine Hof) uit 1626; Dubbelstraat 4-4a of Lammeken uit 1647; Sint-Catharinaplein 1-1c of Groot Rennenberg uit 1648; en Zuidzijde Haven 79 of De Ooievaar uit 1652. Voorts Lievevrouwestraat 29 of Het Wapen van Engeland met een baksteengevel uit 1629; Lievevrouwestraat 41 of Londen, uit 1647, een voormalige brouwerij met een maniëristische voorgevel waarop onder meer symbolen van het brouwersvak zijn aangebracht.
- Een volgende golf van bouw vond plaats na de belegering door de Fransen in 1747, met onder andere: Hoogstraat 13 of Halle van Diest; Kerkstraat 23-31; Grote Markt 19 of De Engel uit 1755. Hoogstraat 23-28 of De Grote en de Kleine Wildeman toont de samenvoeging van twee huizen in de tweede helft van de 18e eeuw.
- Molens in Bergen op Zoom zijn:
  - De Getijdenmolen aan de Oude Vissershaven, werd gebouwd in 1444 en was tot 1887 in gebruik.
  - Windmolen De Twee Vrienden te Nieuw-Borgvliet, een ronde stenen molen uit 1890.
- Tot de industriële monumenten behoren onder andere:
  - Complex van de Sucreries de Breda et de Berg op Zoom, een voormalige suikerfabriek, Zuidzijde Haven 39-41.
  - Het voormalige gebouw van de Beiersche Bierbrouwerij Asselbergs-Van Heijst & Co, Brouwerijbaan 24, uit 1873. Voor de bouw werden materialen van de geslechte vestingwerken gebruikt.
  - Loods en kantoorgebouw van IJzergieterij Rogier Nerincx Richter, Wattweg 3, uit 1882 respectievelijk 1900.
  - Pakhuis annex Koffiebranderij, Beursplein 5-5a, uit 1884 en vergroot in 1907
  - Pakhuis, Potterstraat 51, met gevel uit 1901.
  - Zeepfabriek Adriaan Vermeulen, Wassenaarstraat 40-40a, uit 1907
  - Destilleerderij, Potterstraat 13-13a, uit begin 20e eeuw.
  - Watertoren, uit 1899, aan de Parallelweg.
  - Filtergebouw van het Waterleidingbedrijf uit 1899, Mondafseweg 68-72.

### Musea
In het Markiezenhof bevindt zich het Historisch Centrum Bergen op Zoom. Het bezit onder meer een historisch museum, een kermismuseum en een spotprentenmuseum. Verder zijn er in de gebouwen een deel van de bibliotheek, een restaurant en het West-Brabants Archief gevestigd; de laatste herbergt de archieven van Bergen op Zoom, Roosendaal, Etten-Leur e.o. en de archieven van de Vlaamse gemeenten Essen en Kalmthout.

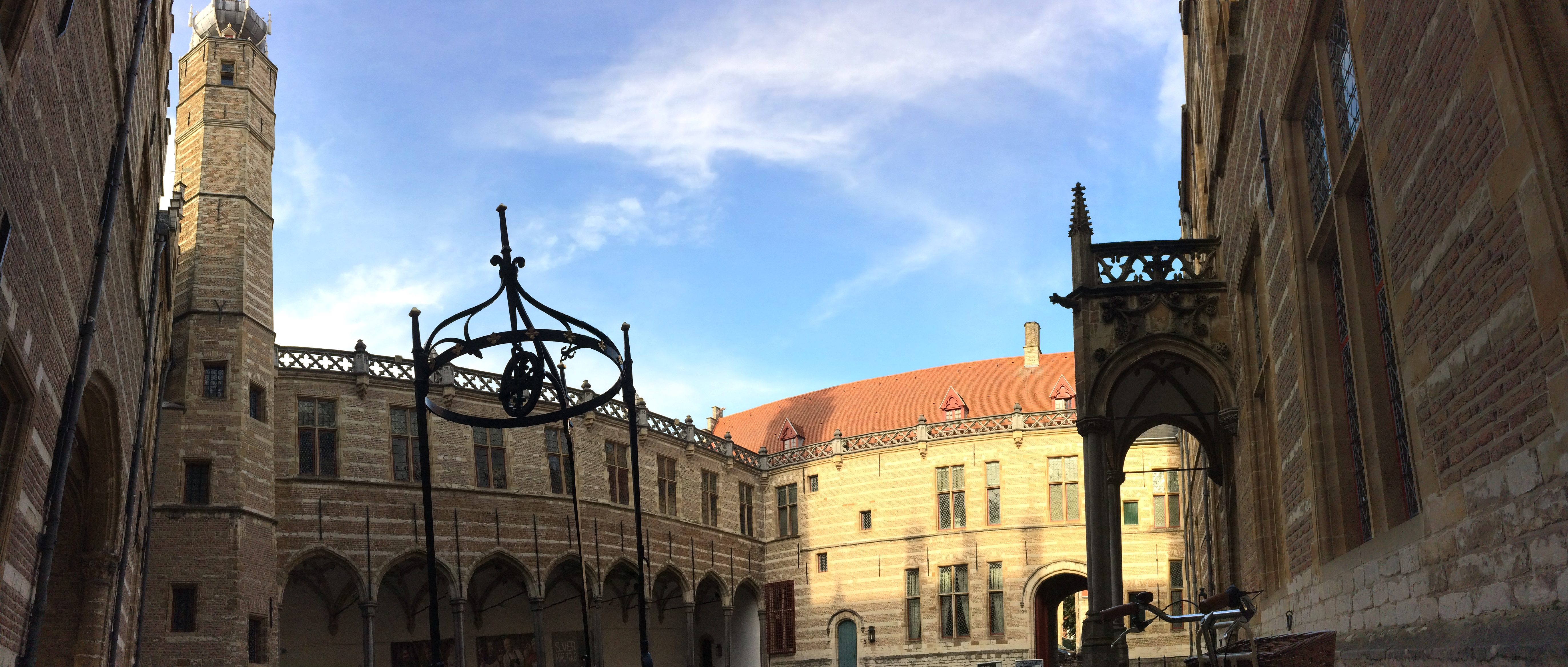
Panorama van de grote binnenplaats van 't Markiezenhof.

### Monumenten
Zie:
- Lijst van rijksmonumenten in Bergen op Zoom (stad)
- Lijst van gemeentelijke monumenten in Bergen op Zoom (stad)
- Lijst van oorlogsmonumenten in Bergen op Zoom

Centrumkaart met bezienswaardigheden

## Economie

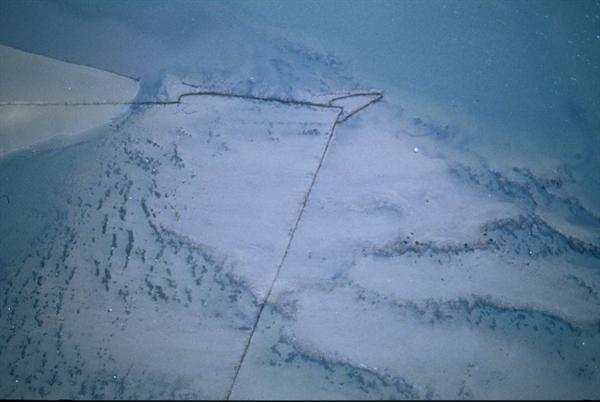
Weervisserij in de Oosterschelde

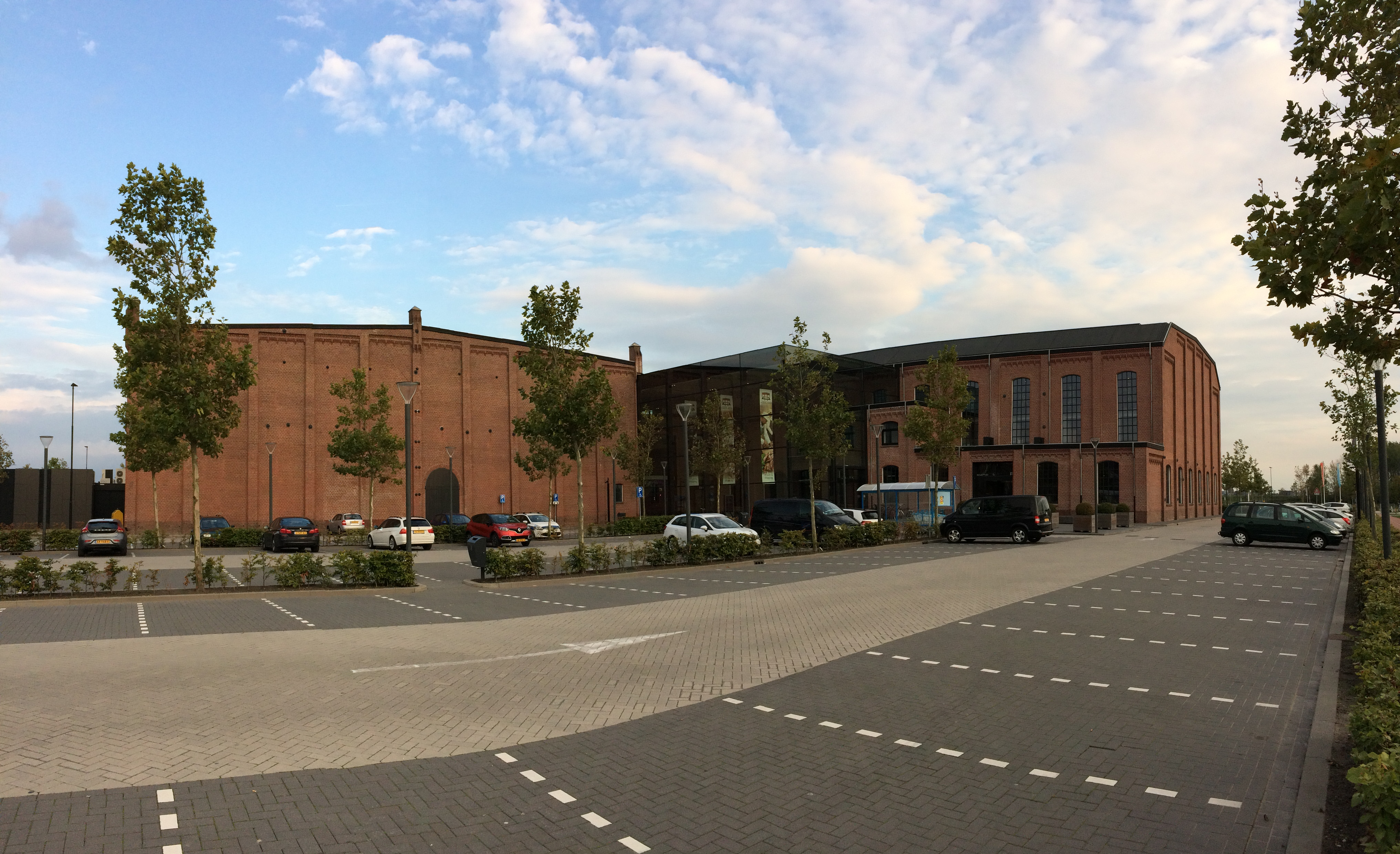
Voormalige suikerfabriek De Zeeland.

De weervisserij op ansjovis, de meekrapteelt en de pottenbakkerij waren vanouds belangrijke activiteiten in de omgeving van Bergen op Zoom.

### Visserij
De weervisserij wordt nog door één familiebedrijf beoefend. In 2012 werd in enkele loodsen van het bedrijf een drugslaboratorium ontdekt, samen met de hierop volgende arrestatie van twee vissers is het voortbestaan van deze tak van visserij onduidelijk.
In 1937 werd een conservenfabriek voor kokkels opgericht, Landa Conserven genaamd. Deze was gevestigd aan de Dubbelstraat en verhuisde in 1965 naar Hoogerheide. Men viste aanvankelijk met eigen schepen op kokkels, later in de Waddenzee. In 2004 werd dit verboden en sindsdien verwerkt men uit Frankrijk geïmporteerde kokkels.

### Landbouw
In de Blauwehandstraat speelde zich sinds de Middeleeuwen de verwerking af van de meekrap en de wede, die rode respectievelijk blauwe verfstof leverden welke van belang waren voor de lakenververij. Behalve in Zeeland, onder meer op Tholen, werd de meekrap in West-Brabant en op de Zuid-Hollandse Eilanden geteeld.
De meekrapteelt verdween omstreeks 1850, toen synthetisch vervaardigde aniline de natuurlijke rode kleurstof uit meekrap verdrong.
De aspergeteelt kwam op in de 19e eeuw. De omgeving van Bergen op Zoom was het eerste gebied in Nederland waar dit gewas op grote schaal werd geteeld. De stad Antwerpen was een belangrijk afzetgebied. De eerste conservenfabriek van Noord-Brabant werd in 1887 opgericht in het naburige Halsteren. Hier werden voornamelijk asperges verwerkt.
De suikerbietenteelt nam in Zeeland en Noordwest-Brabant spoedig de plaats in van de meekrap. Er verrezen drie suikerfabrieken:
- In 1863 werd een suikerfabriek opgericht door Felix Wittouck. Deze werd in 1916 gekocht door de Coöperatieve Beetwortelsuikerfabriek Zeeland en stond sindsdien bekend als De Zeeland. Hoewel volledig gemoderniseerd werd ze in 1930 stilgelegd. Enkele gebouwen bleven behouden.
- In 1870 ging de suikerfabriek van Van der Linden & Co. in productie. In 1912 werd deze gesloten.
- Ook in 1870 werd de suikerfabriek van Laane, Rogier, Daverveldt & Co. geopend. Deze werd in 1902 gesloten.

De Zuid-Nederlandsche Melasse-Spiritusfabriek werd in 1899 opgericht. Deze verwerkte melasse uit de vele suikerfabrieken in de omgeving tot spiritus. In 1914 werd de NV Centrale Potaschraffinaderij opgezet, waar kalizouten en soda uit de spoeling van de spiritusfabriek werden gewonnen.

### Pottenbakkerij
De pottenbakkerij kwam voort uit de beschikbaarheid van klei. Maar naarmate het huishoudelijk aardewerk verdrongen werd door geëmailleerde gietijzeren pannen, geraakten de Bergse pottenbakkerijen in problemen. Terwijl er in 1866 nog twaalf pottenbakkerijen waren, bedroeg dit aantal in 1876 slechts negen en omstreeks 1900 nog drie. Overigens waren ook enkele pottenbakkers naar de omliggende dorpen getrokken, waar nog leem voorhanden was. De keramische draineerbuis, die in 1851 in Nederland was ingevoerd, bood een alternatief voor een aantal pottenbakkerijen om zich tot industrie te ontwikkelen. Kunstaardewerkfabriek De Kat heeft van 1902-1918 nog kunstaardewerk vervaardigd, om daarna eveneens op de draineerbuizenproductie over te gaan. In 1940 stopte dit bedrijf waarmee de aardewerkindustrie uit Bergen op Zoom verdween.

### Metaalindustrie
Een andere activiteit die in Bergen op Zoom van belang is geweest, betrof de metaalindustrie, met name de ijzergieterijen.
- Gieterij Asselbergs startte in 1841 en ging in 1976 op in "De Holland".
- Beckers' IJzergieterij, waarvan de wortels teruggaan tot 1875 en die in 1970 moest sluiten.
- Gieterij "De Holland" heeft onder diverse namen bestaan van 1902-1999

### Kermis
Een van de merkwaardigheden van Bergen op Zoom is de concentratie van kermisexploitanten in de stad. Momenteel zijn er maar liefst 20 kermisbedrijven gevestigd in Bergen op Zoom. Dit heeft mogelijk te maken met de omstandigheid dat Bergen op Zoom vanouds twee kermissen kende: een voor- en een najaarskermis. Reeds in 1397 was er van kermis sprake, terwijl er vanaf de 15e eeuw ook twee jaarmarkten werden gehouden, waaruit de twee kermissen zijn voortgekomen. Deze bleven bestaan, ook nadat de jaarmarkten waren verdwenen. De voorjaarskermis is de eerste in het kermisseizoen. Daarom is het deze kermis waarin de nieuwe of vernieuwde attracties aan het publiek worden getoond. Om deze reden verkozen vele kermisexploitanten Bergen op Zoom als winterverblijfplaats. De najaarskermis is kleiner van opzet dan de voorjaarskermis en heeft slechts een lokale betekenis.

### Na 1945
Ook na de Tweede Wereldoorlog verrezen nieuwe bedrijventerreinen met bijbehorende industrie.
- Bedrijventerrein De Lage Meren. De fabrieken van Bruynzeel Keukens en de potlodenfabriek van Bruynzeel-Sakura vestigden zich er in de jaren 60 van de 20e eeuw. Toen de holding in 1982 failliet ging, gingen beide fabrieken zelfstandig verder. In 1989 kreeg de potlodenfabriek een eigen pand, aan de Potlodenlaan op een nieuw bedrijventerrein bij de wijk Meilust. In 1980 kwam de sigarettenfabriek van Philip Morris, waar 1400 mensen werken.
- De Theodorushaven werd aangelegd van 1959-1964. Hier vestigden zich een groot aantal bedrijven. De belangrijkste daarvan zijn: GE Plastics dat zich vestigde in 1971 en sinds 2007 tot SABIC behoort en Cargill dat in 1979 een zetmeelfabriek opende.
- Bedrijventerrein Noordland bevat een distributiecentrum van de Japanse kantoormachineproducent Ricoh. Sinds 2006 bevindt zich het Bergse transportbedrijf Meeus Transport op dit terrein. De wortels hiervan gaan terug tot 1933, toen het in Bergen op Zoom werd opgericht. In 2015 vestigde het Europese distributiecentrum van het Amerikaanse kledingketen Forever 21 zich op Noordland.

### Schuld
Met een gemiddeld laag inkomen onder de inwoners en onjuiste investeringen (Bergse Haven en Nedalco) is Bergen op Zoom flink in de schulden gekomen, ook door zo gezegd slechte organisatie in het gemeentekantoor met betreft het aanstellen van meer ambtenaren voor dezelfde werkzaamheden lopen de kosten nog flink verder in het rood op. De gemeente heeft een tekort van vele miljoenen, zonder beter uitzicht op de toekomst.

## Voorzieningen
Op de Boulevard is een surfstrand (gras) te vinden en een badstrand (zand). Er zijn ook verschillende plekken om evenementen te houden, bijvoorbeeld: De Stoelemat (evenementenzaal) en een evenemententerrein op de boulevard.
De Maagd is de Schouwburg van de stad. Begin 2011 werd Gebouw-T, met een poppodium, een studio en oefenruimtes, geopend. Gebouw-T is het eerste poppodium in Nederland waaraan tevens een mbo-opleiding (Podium en Evenemententechniek) verbonden is.

### Evenementen
In Bergen op Zoom wordt carnaval vastenavend genoemd, naar de laatste avond van het feest. De stad heet tijdens de Vastenavend Krabbegat, waarvan meestal wordt aangenomen dat dit terug te voeren is op het lang verdwenen streekproduct: de meekrap. Helemaal vast staat deze interpretatie echter niet, het verband met het dwars lopende schaaldier ligt meer voor de hand. In Krabbegat, en sommige omliggende plaatsen, is het de gewoonte om het gezicht te verbergen hetzij achter een masker (mombakkes of maske) of achter een stuk oude vitrage (gedijn).
Verder zijn er het hele jaar door tal van evenementen, waaronder:
- Bourgondische Krabbenfoor
- Maria Ommegang
- De Zoomerspelen
- Jazzweekend
- PopMonument
- Hortus Musicus Religiosus
- ProefMei
- Roparundoorkomst
- Kerstmarkt
- Reuzenstoet (eens in de vijf jaar)[14][15]

### Winkelgebieden
Er zijn verschillende soorten winkelcentra in Bergen op Zoom die elk een eigen aanbod aan producten en diensten hebben. De binnenstad van Bergen op Zoom bestaat uit twee lussen (super 8), Het Paradegebied en het Vierkantje. De verbinding met deze twee gebieden is het plein Grote Markt, dat een veelheid aan horeca en terrassen herbergt.
Eind 2006 is een winkelgebied toegevoegd, de Parade, dat aan het voormalige Thaliaplein en het St. Josephplein ligt. De St. Josephstraat, Zuivelstraat en het Gouvernementsplein zijn in deze periode ook heringericht.
Ten westen van het centrum ligt de woonboulevard van Bergen op Zoom. Direct achter de woonboulevard is een overdekt winkelcentrum gerealiseerd in en rondom de voormalige suikerfabriek De Zeeland. Het winkelcentrum is in mei 2014 geopend en is voorlopig de laatste toevoeging van winkeloppervlakte aan de stad.
De Dorpsstraat te Halsteren fungeert als centrum van dit dorp met lokale winkels.
Er is elke donderdag van 9:00 - 15:30 uur markt in de binnenstad, rondom de van der Rijtstraat, Stationsstraat en het Korenbeursplein. Tot 2015 werd de weekmarkt gehouden op de Kaai.
Ook zijn er verschillende braderieën en rommelmarkten in Bergen op Zoom, zoals:
- Bergse Koningsdagmarkt
- Braderie de Boulevard (op de Bergse Plaat)
- De Krabbenfoor

### Parken
Bergen op Zoom kent de volgende parken:
- Amaliapark, een (verkeers-)speeltuin met een ontmoetingsplaats voor jong en oud genaamd Trefpunt "De KeeT".
- Anton van Duinkerkenpark, nabij het Ravelijn, direct ten noordoosten van het centrum. Het park stond tot 1968 bekend als Volkspark en werd aangelegd in 1886-1887 op het terrein van de zojuist geslechte vestingwerken. De Leuvense tuinarchitect Lieven Rosseels ontwierp het park in Engelse landschapsstijl. Het bevat het 12 m hoge kunstwerk "Pagode", uit 1987, door Arie Berkulin. Het Volkspark werd in 1968, enkele maanden na het overlijden van Anton van Duinkerken, naar hem vernoemd.
- Seringenpark
- Kijk in de Pot, door het jaar heen vinden verschillende evenementen plaats in het park, waaronder de Kerstmarkt en de Kermis, en biedt het park ruimte voor circussen en evenementen met betrekking tot de paardensport.
- A.M. de Jongpark
- Cort Heijligerspark, het terrein van een voormalige kazerne
- De Mondaf, een bosrelict en waterwingebied van 15 ha, bij Nieuw-Borgvliet, niet toegankelijk maar openstelling voorzien
- Lievenshof
- Vijverberg
- Piuspark
- Oscar van Hemelpark, vernoemd naar Oscar van Hemel, bevat een aantal bijzondere bomen. In 2007 werd het park heringericht.
- Kleine Melanen, een voormalig heideven, tegenwoordig gelegen tussen de wijken Noordgeest en Meilust
- Zeldijkepark
- Reimerswaalpark, een 13 ha groot park in het plan Bergse Plaat. Geplant in 2002.
- Nieuwenberg
- Beatrixbos, waarvan de eerste boom in 1993 werd geplant door prins Claus.

## Sport
Op zondag 21 augustus 2022 liep de route van de derde etappe (van Breda naar Breda) van de Ronde van Spanje 2022 door Bergen op Zoom.

## Topografie

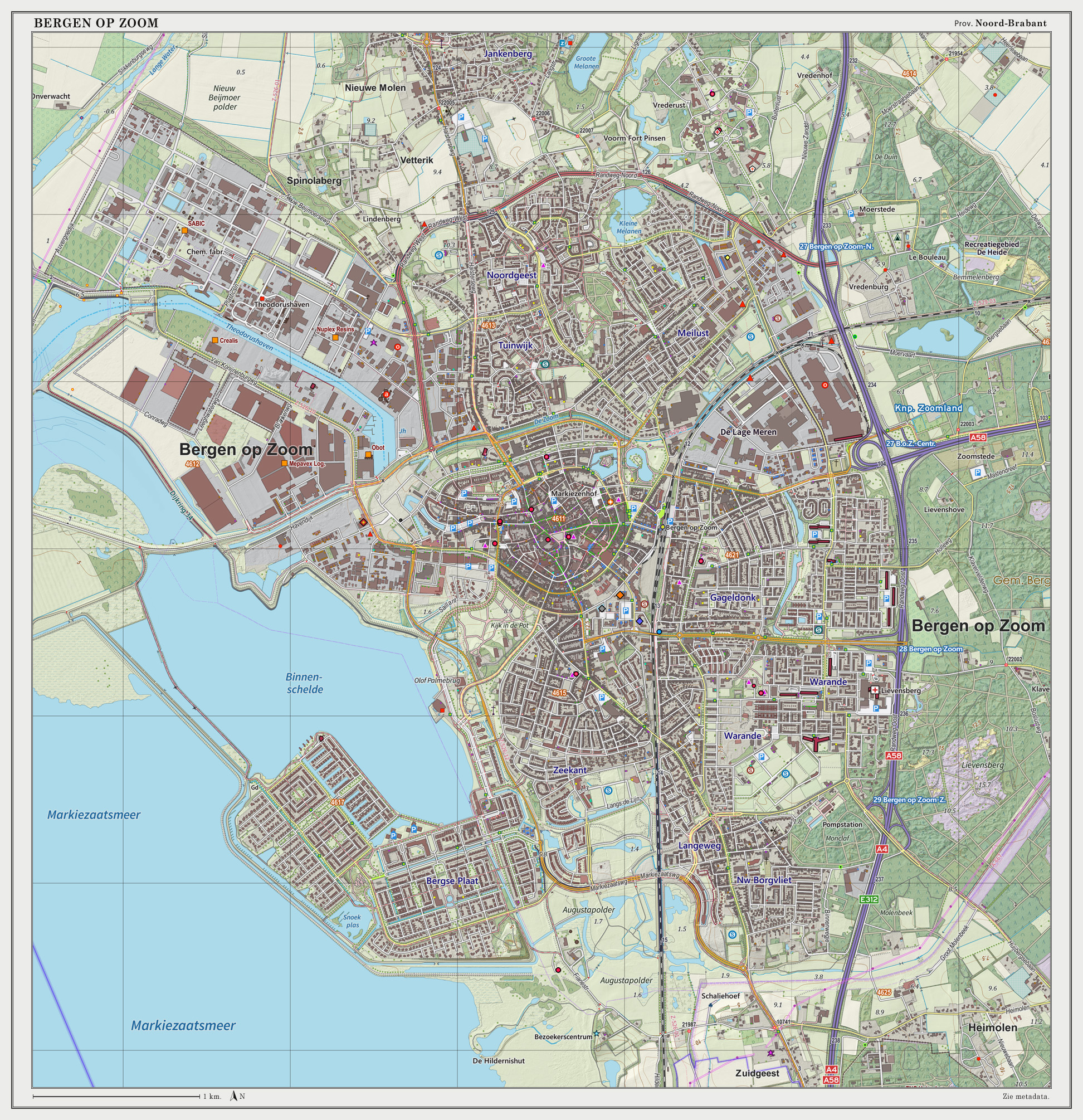
Topografisch kaartbeeld van Bergen op Zoom, december 2014. Klik op de kaart voor een vergroting.

## Transport

### Stadswegen
Bergen op Zoom heeft een historische centrumringweg en een gedeeltelijke randweg. De Randweg Oost wordt gevormd door de autosnelweg A4/A58. De Randweg Noord en West bestaat grotendeels uit 4 rijstroken met groene golf signalisatie. Ook de Markiezaatsweg bestaande uit 2 rijstroken, die aan de westkant van Bergen op Zoom langs de Binnenschelde loopt, maakt in principe deel uit van de Randweg West. De Randweg is in het westen tot 2x2 rijstroken heringericht voor een betere doorstroming naar industriegebied Noordland. In het zuiden is de Markiezaatsweg de belangrijkste verkeersader voor wijken Bergse Plaat en De Markiezaten. In de toekomst plant de gemeente een verplaatsing van de aansluiting Bergen op Zoom-Zuid op A4/A58 naar het zuiden ter hoogte van Heimolen.

### Openbaar vervoer

#### Treinstation
Bergen op Zoom heeft een treinstation op de Zeeuwse Lijn. Op station Bergen op Zoom stoppen de volgende passagierstreinen:
| Serie | Treinsoort     | Route | Bijzonderheden |
| ----- | -------------- | --- | --- |
| 2200  | Intercity (NS) | Amsterdam Centraal – Amsterdam Sloterdijk – Haarlem – Leiden Centraal – Den Haag HS – Delft – Schiedam Centrum – Rotterdam Centraal – Dordrecht – Roosendaal – Bergen op Zoom – Vlissingen | Rijdt op weekdagen overdag 1x/uur en vormt een halfuurdienst met series 2300 (tussen Amsterdam Centraal en Roosendaal) en 6500 (tussen Roosendaal en Vlissingen). 's Avonds en in het weekend rijdt deze serie 2x/uur. |
| 2300  | Intercity (NS) | Amsterdam Centraal – Amsterdam Sloterdijk – Haarlem – Leiden Centraal – Den Haag HS – Delft – Schiedam Centrum – Rotterdam Centraal – Dordrecht – Roosendaal – Bergen op Zoom – Vlissingen | Rijdt alleen op weekdagen overdag en rijdt 1x/uur. Vormt tussen Amsterdam Centraal en Roosendaal een halfuursdienst met serie 2200. 's Avonds en in het weekend rijdt serie 2200 2x/uur.                               |
| 6500  | Sprinter (NS)  | Roosendaal – Bergen op Zoom – Goes – Middelburg – Vlissingen | Rijdt doordeweeks 1x per uur. Rijdt niet 's avonds en in het weekend. |

#### Busvervoer
Arriva en Connexxion verzorgen het busvervoer in Bergen op Zoom en omliggende plaatsen.

#### Goederentreinen
De spoorlijn die door Bergen op Zoom loopt, wordt intensief gebruikt voor vervoer van goederen van en naar het haven- en industriegebied Vlissingen-Oost (Sloegebied). Verder hebben verschillende bedrijven in Bergen op Zoom een aansluiting op de spoorlijn.
Er zijn plannen om vanaf de spoorlijn ten zuiden van Bergen op Zoom een goederenspoorlijn naar de havens van Antwerpen aan te leggen. Deze goederenspoorlijn zou de spoorlijn Roosendaal-Antwerpen ontlasten van goederenvervoer. Nadeel is, dat al dit extra goederenvervoer dan door Bergen op Zoom zou komen. Het goederenvervoer richting Vlissingen-Oost zou door deze plannen wel direct verbonden zijn met de havens van Antwerpen.

## Trivia
- Bergen op Zoom wordt de kermisstad van Nederland genoemd.[bron?] Veel exploitanten hebben hier hun origine en de draaiorgels van Perlé werden er gebouwd. In het Markiezenhof is een permanente tentoonstelling gewijd aan de kermis en zijn nog oude attributen van onder meer het carrousel tentoongesteld. De bekende stoomcarrousel in de Efteling is van Bergse makelij, gebouwd door J.W. Janvier.
- Bergen op Zoom was op 30 april 1996 met Sint-Maartensdijk gastheer voor Koninginnedag.

## Partnersteden
Bergen op Zoom onderhoudt een stedenband met de volgende drie steden:
- Oudenaarde (België)
- Szczecinek (Polen)
- Edmonton (Canada)[17]

## Nabijgelegen kernen
Essen, Essenhoek, Halsteren, Heerle, Heimolen, Hoogerheide, Huijbergen, Kalmthout, Lepelstraat, Moerstraten, Nieuw-Vossemeer, Rilland, Steenbergen, Tholen, Woensdrecht, Wouw, Wouwse Plantage, Zuidgeest